# Lista de episódios de NCIS
NCIS e seus personagens foram originalmente apresentados em um episódio de duas partes da série de televisão JAG da CBS em abril de 2003. O programa estreou em 23 de setembro de 2003, nos Estados Unidos.
Criado por Donald P. Bellisario e Don McGill, e com os produtores executivos, Shane Brennan, Gary Glasberg e George Schenck e Frank Cardea, o NCIS estrelou Mark Harmon como agente especial supervisor Leroy Jethro Gibbs, responsável pela equipe principal de resposta a casos do NCIS. Sediada em Washington, DC, a equipe inclui agentes especiais Caitlin Todd (Sasha Alexander), Anthony DiNozzo (Michael Weatherly), Timothy McGee (Sean Murray), Ziva David (Cote de Pablo),  Eleanor Bishop (Emily Wickersham), Alexandra Quinn (Jennifer Esposito), e Nicholas Torres (Wilmer Valderrama), especialistas forenses Abby Sciuto (Pauley Perrette) e Kasie Hines (Diona Reasonover), médicos legistas Jimmy Palmer (Brian Dietzen) e Donald "Ducky" Mallard (David McCallum), médico legista assistente Gerald Jackson (Pancho Demmings) e o membro do Serviço de Inteligência Secreta Clayton Reeves (Duane Henry). A psicóloga operacional Dra. Jacqueline Sloane (Maria Bello) ajuda a equipe em momentos difíceis, enquanto os diretores sucessivos Tom Morrow (Alan Dale), Jennifer Shepard (Lauren Holly) e Leon Vance (Rocky Carroll) comandam do alto.

## Resumo
| Temporada | Temporada  | Episódios | Episódios | Originalmente exibido   | Originalmente exibido |
| Temporada | Temporada  | Episódios | Episódios | Estreia da temporada    | Final da temporada    |
| --------- | ---------- | --------- | --------- | ----------------------- | --------------------- |
|           | Introdução | 2         | 2         | 22 de abril de 2003     | 29 de abril de 2003   |
|           | 1          | 23        | 23        | 23 de setembro de 2003  | 25 de maio de 2004    |
|           | 2          | 23        | 23        | 28 de setembro de 2004  | 24 de maio de 2005    |
|           | 3          | 24        | 24        | 20 de setembro de 2005  | 16 de maio de 2006    |
|           | 4          | 24        | 24        | 19 de setembro de 2006  | 22 de maio de 2007    |
|           | 5          | 19        | 19        | 25 de setembro de 2007  | 20 de maio de 2008    |
|           | 6          | 25        | 25        | 23 de setembro de 2008  | 19 de maio de 2009    |
|           | 7          | 24        | 24        | 22 de setembro de 2009  | 25 de maio de 2010    |
|           | 8          | 24        | 24        | 21 de setembro de 2010  | 17 de maio de 2011    |
|           | 9          | 24        | 24        | 20 de setembro de 2011  | 15 de maio de 2012    |
|           | 10         | 24        | 24        | 25 de setembro de 2012  | 14 de maio de 2013    |
|           | 11         | 24        | 24        | 24 de setembro de 2013  | 13 de maio de 2014    |
|           | 12         | 24        | 24        | 23 de setembro de 2014  | 12 de maio de 2015    |
|           | 13         | 24        | 24        | 22 de setembro de 2015  | 17 de maio de 2016    |
|           | 14         | 24        | 24        | 20 de setembro de 2016  | 16 de maio de 2017    |
|           | 15         | 24        | 24        | 26 de setembro de 2017  | 22 de maio de 2018    |
|           | 16         | 24        | 24        | 25 de setembro de 2018  | 21 de maio de 2019    |
|           | 17         | 20        | 20        | 24 de setembro de 2019  | 14 de abril de 2020   |
|           | 18         | 16        | 16        | 17 de novembro de 2020  | 25 de maio de 2021    |
|           | 19         | 21        | 21        | 20 de setembro de 2021  | 23 de maio de 2022    |
|           | 20         | 22        | 22        | 19 de setembro de 2022  | 22 de maio de 2023    |
|           | 21         | 10        | 10        | 12 de fevereiro de 2024 | 6 de maio de 2024     |
|           | 22         | 20        | 20        | 14 de outubro de 2024   | 5 de maio de 2025     |
|           | 23         | ASA       | ASA       | 14 de outubro de 2025   | ( )                   |

## Episódios

### Introdução
A série e seus personagens são introduzidos durante a oitava temporada da série JAG nos episódios abaixo.
| JAG Sequência | JAG Episódio | Titulo      | Dirigido por         | Escrito por                       | Exibido originalmente em |
| --- | ------------ | ----------- | -------------------- | --------------------------------- | ------------------------ |
| 178 | 20           | "Ice Queen" | Donald P. Bellisario | Donald P. Bellisario & Don McGill | 22 de abril de 2003      |
| A equipe NCIS é chamada quando o corpo de uma oficial do JAG, a Tenente Loren Singer, é encontrado por um escoteiro em uma floresta durante um exercício de arco e flecha. A investigação que se segue revela que a vítima estava grávida e que fora vítima de homicídio. Ao interrogar os integrantes do JAG, a equipe identifica Harmon Rabb como principal suspeito do assassinato. O episódio se encerra com o Agente do NCIS Leroy Jethro Gibbs prendendo Rabb pelo assassinato da Tenente Singer. |              |             |                      |                                   |                          |
| 179 | 21           | "Meltdown"  | Scott Brazil         | Donald P. Bellisario & Don McGill | 29 de abril de 2003      |
| Rabb é levado à Corte Marcial pelo assassinato da Tenente Singer, e apesar dos esforços de sua defensora, a Comandante Faith Coleman (Alicia Coppola), Rabb não parece ter um álibi capaz de inocentá-lo. O Agente DiNozzo imagina que o caso está perfeito demais e passa a procurar por um possível segundo suspeito. Enquanto isso, o Agente Gibbs interroga o terrorista Amad Bin Atwa para tentar impedir um ataque a um navio da Marinha americana.                                               |              |             |                      |                                   |                          |

### 1ª temporada: 2003–2004
| Sequência | Episódios | Título                   | Direção             | Escrito por                                  | Data de exibição        | Audiência EUA (em milhões) |
| --------- | --------- | ------------------------ | ------------------- | -------------------------------------------- | ----------------------- | -------------------------- |
| 1         | 1         | "Morte No Força Aérea 1" | Donald Bellisario   | Donald Bellisario e Don McGill               | 23 de setembro de 2003  | 13.04                      |
| 2         | 2         | "Paraquedas"             | Alan J. Levi        | Don McGill                                   | 30 de setembro de 2003  | 12.08                      |
| 3         | 3         | "Lobo do Mar"            | Bradford May        | Donald Bellisario e John Kelley              | 7 de outubro de 2003    | 11.26                      |
| 4         | 4         | "Os Imortais"            | Alan Levi           | Darcy Meyers                                 | 14 de outubro de 2003   | 11.70                      |
| 5         | 5         | "A Maldição"             | Terrence O'Hara     | Donald Bellisario, Don McGill e Jeff Vlaming | 28 de outubro de 2003   | 13.50                      |
| 6         | 6         | "Alto mar"               | Dennis Smith        | Larry Moskowitz e Jeff Vlaming               | 14 de novembro de 2003  | 11.77                      |
| 7         | 7         | "Lobo do Mar"            | Michael Zinberg     | Frank Cardea e George Schenck                | 18 de novembro de 2003  | 13.21                      |
| 8         | 8         | "Mínimo de Segurança"    | Ian Toynton         | Donald Bellisario e Philip DeGuere           | 25 de novembro de 2003  | 12.71                      |
| 9         | 9         | "Exumação"               | Dennis Smith        | John Kelley                                  | 16 de dezembro de 2003  | 12.03                      |
| 10        | 10        | "Enterrada Viva"         | James Whitmore, Jr. | Donald Bellisario e Don McGill               | 6 de janeiro de 2004    | 14.51                      |
| 11        | 11        | "Espião dos Céus"        | Alan Levi           | Frank Cardea, Dana Coen e George Schenck     | 13 de janeiro de 2004   | 14.00                      |
| 12        | 12        | "Meu Outro Pé Esquerdo"  | Jeff Woolnough      | Jack Bernstein                               | 3 de fevereiro de 2004  |                            |
| 13        | 13        | "Tiro Certeiro"          | Peter Ellis         | Gil Grant                                    | 10 de fevereiro de 2004 | 13.18                      |
| 14        | 14        | "O Bom Samaritano"       | Alan Levi           | Jack Bernstein                               | 17 de fevereiro de 2004 | 13.49                      |
| 15        | 15        | "Enigma"                 | Thomas J. Wrigh     | John Kelley                                  | 24 de fevereiro de 2004 | 12.14                      |
| 16        | 16        | "O Terrorista"           | Peter Ellis         | Donald Bellisario                            | 2 de março de 2004      | 12.82                      |
| 17        | 17        | "Buscando a Verdade"     | Dennis Smith        | Jack Bernstein                               | 16 de março de 2004     | 13.29                      |
| 18        | 18        | "Vingança"               | Peter Ellis         | Thomas Moran                                 | 6 de abril de 2004      | 10.83                      |
| 19        | 19        | "Homem Morto Fala"       | Dennis Smith        | Frank Cardea e George Schenck                | 27 de abril de 2004     | 11.64                      |
| 20        | 20        | "Desaparecido"           | Jeff Woolnough      | John Kelley                                  | 4 de maio de 2004       | 10.13                      |
| 21        | 21        | "Indecisão"              | Terrence O'Hara     | Bob Gookin                                   | 11 de maio de 2004      | 11.07                      |
| 22        | 22        | "O Elo Mais Fraco"       | Alan Levi           | Jack Bernstein                               | 18 de maio de 2004      | 10.39                      |
| 23        | 23        | "Toque de Alvorada"      | Thomas J. Wright    | Donald Bellisario                            | 25 de maio de 2004      | 10.86                      |

### 2ª temporada: 2004–2005
| Sequência | Episódios | Título                    | Direção             | Escrito por                                                      | Data de exibição        | Audiência EUA (em milhões) |
| --------- | --------- | ------------------------- | ------------------- | ---------------------------------------------------------------- | ----------------------- | -------------------------- |
| 24        | 1         | "O Que Os Olhos Não Veem" | Thomas J. Wright    | Chris Crowe                                                      | 28 de setembro de 2004  | 14.33                      |
| 25        | 2         | "O Guia da Boa Esposa"    | Dennis Smith        | Gil Grant                                                        | 5 de outubro de 2004    | 14.28                      |
| 26        | 3         | "Desaparecido"            | James Whitmore, Jr. | Frank Cardea e George Schenck                                    | 12 de outubro de 2004   | 14.86                      |
| 27        | 4         | "Ten. Fulana de Tal"      | Dan Lerner          | Donald Bellisario, Gil Grant, Steven Mitchell e Craig Van Sickle | 19 de outubro de 2004   | 14.05                      |
| 28        | 5         | "Quintal de Ossos"        | Terrence O'Hara     | John Kelley                                                      | 26 de outubro de 2004   | 13.68                      |
| 29        | 6         | "Licença Terminal"        | Jeff Woolnough      | Roger Director                                                   | 16 de novembro de 2004  | 15.27                      |
| 30        | 7         | "Pedido de Silêncio"      | Thomas J. Wright    | Roger Director                                                   | 23 de novembro de 2004  | 14.71                      |
| 31        | 8         | "Desengano Amoroso"       | Dennis Smith        | Frank Cardea e George Schenck                                    | 30 de novembro de 2004  | 15.65                      |
| 32        | 9         | "Entrada Forçada"         | Dennis Smith        | John Kelley e Jesse Stern                                        | 7 de dezembro de 2004   | 14.59                      |
| 33        | 10        | "Acorrentado"             | Thomas J. Wright    | Frank Military                                                   | 14 de dezembro de 2004  | 14.64                      |
| 34        | 11        | "Água Negra"              | Terrence O'Hara     | Juan Carlos Coto e John Kelly                                    | 11 de janeiro de 2005   | 15.40                      |
| 35        | 12        | "Espelho"                 | Terrence O'Hara     | Jack Bernstein                                                   | 18 de janeiro de 2005   | 14.53                      |
| 36        | 13        | "Quebra-Cabeça de Carne"  | Thomas J. Wright    | Frank Military                                                   | 8 de fevereiro de 2005  | 12.74                      |
| 37        | 14        | "Testemunha"              | James Whitmore, Jr. | Frank Cardea and George Schenck                                  | 15 de fevereiro de 2005 | 13.04                      |
| 38        | 15        | "Filmando"                | Jeff Woolnough      | Chris Crowe, Gil Grant e John Kelley                             | 22 de fevereiro de 2005 | 13.59                      |
| 39        | 16        | "Mundo Pop"               | Thomas J. Wright    | Frank Military                                                   | 1 de março de 2005      | 13.68                      |
| 40        | 17        | "Olho Por Olho"           | Dennis Smith        | Steven Kane                                                      | 22 de março de 2005     | 14.86                      |
| 41        | 18        | "Concurso de Biquíni"     | Stephen Cragg       | David North                                                      | 29 de março de 2005     | 14.27                      |
| 42        | 19        | "Teoria da Conspiração"   | Jeff Woolnough      | Frank Military                                                   | 12 de abril de 2005     | 13.89                      |
| 43        | 20        | "Célula Vermelha"         | Dennis Smith        | Christopher Silber                                               | 26 de abril de 2005     | 13.67                      |
| 44        | 21        | "Herói da Cidade"         | James Whitmore, Jr. | Frank Cardea e George Schenck                                    | 5 de maio de 2005       | 13.55                      |
| 45        | 22        | "Selado Com Um Beijo"     | Dennis Smith        | Donald Bellisario                                                | 10 de maio de 2005      | 13.58                      |
| 46        | 23        | "Crepúsculo"              | Thomas J. Wright    | John Kelley                                                      | 24 de maio de 2005      | 14.74                      |

### 3ª temporada: 2005–2006
| Sequência | Episódios | Título                     | Direção             | Escrito por                       | Data de exibição        | Audiência EUA (em milhões) |
| --------- | --------- | -------------------------- | ------------------- | --------------------------------- | ----------------------- | -------------------------- |
| 47        | 1         | "A Caça de Ari (Parte 1)"  | Dennis Smith        | Donald Bellisario                 | 20 de setembro de 2005  | 15.48                      |
| 48        | 2         | "A Caça de Ari (Parte 2)"  | James Whitmore, Jr. | Donald Bellisario                 | 27 de setembro de 2005  | 15.09                      |
| 49        | 3         | "Jogos Mentais"            | William Webb        | Jeffrey Kirkpatrick e John Kelley | 4 de outubro de 2005    | 16.87                      |
| 50        | 4         | "Espicios da Guerra Civil" | Terrence O'Hara     | John Kelley e Joshua Lurie        | 11 de outubro de 2005   | 16.78                      |
| 51        | 5         | "Mudança de Rumo"          | Thomas J. Wright    | Gil Grant                         | 18 de outubro de 2005   | 17.69                      |
| 52        | 6         | "Nas Mãos Voyeur"          | Dennis Smith        | David North                       | 25 de outubro de 2005   | 18.01                      |
| 53        | 7         | "Código de Honra"          | Colin Bucksey       | Christopher Silber                | 1 de novembro de 2005   | 18.08                      |
| 54        | 8         | "Sob Disfarce"             | Aaron Lipstadt      | Lee David Zlotoff                 | 8 de novembro de 2005   | 17.79                      |
| 55        | 9         | "Inocente Acusado"         | Thomas J. Wright    | Laurence Walsh                    | 22 de novembro de 2005  | 16.43                      |
| 56        | 10        | "Probie"                   | Terrence O'Hara     | Frank Cardea e George Schenck     | 29 de novembro de 2005  | 18.17                      |
| 57        | 11        | "Modelo de Comportamento"  | Stephen Cragg       | David North                       | 13 de dezembro de 2005  | 17.11                      |
| 58        | 12        | "Encaixotados"             | Dennis Smith        | Dana Coen                         | 10 de janeiro de 2006   | 17.19                      |
| 59        | 13        | "Mentira"                  | Leslie Libman       | Jack Bernstein                    | 17 de janeiro de 2006   | 17.74                      |
| 60        | 14        | "Sono Leve"                | Colin Bucksey       | Christopher Silber                | 24 de janeiro de 2006   | 16.97                      |
| 61        | 15        | "De Cabeça Para Baixo"     | Dennis Smith        | Frank Cardea e George Schenck     | 7 de fevereiro de 2006  | 16.05                      |
| 62        | 16        | "O Segredo de Família"     | James Whitmore, Jr. | Steven Binder                     | 28 de fevereiro de 2006 | 15.14                      |
| 63        | 17        | "Feroz"                    | Thomas J. Wright    | Richard Arthur                    | 7 de março de 2006      | 17.21                      |
| 64        | 18        | "Isca Viva"                | Terrence O'Hara     | Laurence Walsh                    | 14 de março de 2006     | 17.55                      |
| 65        | 19        | "Gelado"                   | Dennis Smith        | Dana Coen                         | 4 de abril de 2006      | 15.52                      |
| 66        | 20        | "Intocável"                | Leslie Libman       | Frank Cardea e George Schenck     | 18 de abril de 2006     | 15.90                      |
| 67        | 21        | "Banho de Sangue"          | Dennis Smith        | Steven Binder                     | 25 de abril de 2006     | 15.56                      |
| 68        | 22        | "Em Perigo"                | James Whitmore, Jr. | David North                       | 2 de maio de 2006       | 14.95                      |
| 69        | 23        | "Por Um Triz (Part 1)"     | Dennis Smith        | Donald Bellisario                 | 9 de maio de 2006       | 15.17                      |
| 70        | 24        | "Por Um Triz (Part 2)"     | Dennis Smith        | Donald Bellisario                 | 16 de maio de 2006      | 16.49                      |

### 4ª temporada: 2006–2007
| Sequência | Episódios | Título                          | Direção             | Escrito por                                     | Data de exibição        | Audiência EUA (em milhões) |
| --------- | --------- | ------------------------------- | ------------------- | ----------------------------------------------- | ----------------------- | -------------------------- |
| 71        | 1         | "Foragido"                      | William Webb        | Donald Bellisario e John Kelley                 | 19 de setembro de 2006  | 13.80                      |
| 72        | 2         | "Lhe Fugiu"                     | Dennis Smith        | Steven Binder e Christopher Silber              | 26 de setembro de 2006  | 14.12                      |
| 73        | 3         | "Destacou"                      | Terrence O'Hara     | David North                                     | 3 de outubro de 2006    | 15.89                      |
| 74        | 4         | "Fingindo"                      | Thomas J. Wright    | Shane Brennan                                   | 10 de outubro de 2006   | 15.86                      |
| 75        | 5         | "Morte e Sepultamento"          | Colin Bucksey       | Nell Scovell                                    | 17 de outubro de 2006   | 15.92                      |
| 76        | 6         | "Caça às Bruxas"                | James Whitmore, Jr. | Steven Kriozere                                 | 31 de outubro de 2006   | 15.94                      |
| 77        | 7         | "Tufão de Areia"                | Dennis Smith        | Robert Palm                                     | 7 de novembro de 2006   | 15.44                      |
| 78        | 8         | "Era Uma Vez Um Herói"          | Thomas J. Wright    | Shane Brennan                                   | 14 de novembro de 2006  | 15.80                      |
| 79        | 9         | "Irmã"                          | Terrence O'Hara     | Steven Binder                                   | 21 de novembro de 2006  | 17.00                      |
| 80        | 10        | "Queimado"                      | Dennis Smith        | John Kelley e Robert Palm                       | 28 de novembro de 2006  | 17.96                      |
| 81        | 11        | "Dirigido"                      | Dennis Smith        | Richard Arthur, John Kelley e Nell Scovell      | 12 de dezembro de 2006  | 17.39                      |
| 82        | 12        | "Suspeita"                      | Colin Bucksey       | Shane Brennan                                   | 16 de janeiro de 2007   | 15.95                      |
| 83        | 13        | "O Retorno de Sharif"           | Terrence O'Hara     | Steven Binder                                   | 23 de janeiro de 2007   | 14.83                      |
| 84        | 14        | "Blowback"                      | Thomas J. Wright    | Shane Brennan, David North e Christopher Silber | 6 de fevereiro de 2007  | 16.16                      |
| 85        | 15        | "Amigos e Amores"               | Dennis Smith        | John Kelley                                     | 13 de fevereiro de 2007 | 15.36                      |
| 86        | 16        | "Os Últimos Passos de um Homem" | Colin Bucksey       | Nell Scovell                                    | 20 de fevereiro de 2007 | 15.90                      |
| 87        | 17        | "Esqueletos"                    | James Whitmore, Jr. | Jesse Stern                                     | 27 de fevereiro de 2007 | 16.16                      |
| 88        | 18        | "Homem de Gelo"                 | Thomas J. Wright    | Shane Brennan                                   | 20 de março de 2007     | 15.69                      |
| 89        | 19        | "Prazo de Carência"             | James Whitmore, Jr. | John Kelley                                     | 3 de abril de 2007      | 13.79                      |
| 90        | 20        | "Artigo de Capa"                | Dennis Smith        | David North                                     | 10 de abril de 2007     | 14.38                      |
| 91        | 21        | "Irmãos de Armas"               | Martha Mitchell     | Steven Binder                                   | 24 de abril de 2007     | 14.17                      |
| 92        | 22        | "No Escuro"                     | Thomas J. Wright    | Steven Binder                                   | 1 de maio de 2007       | 13.83                      |
| 93        | 23        | "Cavalo de Tróia"               | Terrence O'Hara     | Shane Brennan e Donald Bellisario               | 8 de maio de 2007       | 13.88                      |
| 94        | 24        | "Anjos Mortos"                  | Dennis Smith        | Donald Bellisario                               | 22 de maio de 2007      | 14.14                      |

### 5ª temporada: 2007–2008
| Sequência | Episódios | Título                        | Direção             | Escrito por                                       | Data de exibição       | Audiência EUA (em milhões) |
| --------- | --------- | ----------------------------- | ------------------- | ------------------------------------------------- | ---------------------- | -------------------------- |
| 95        | 1         | "Enterre Seus Mortos"         | Thomas J. Wright    | Shane Brennan                                     | 25 de setembro de 2007 | 16.26                      |
| 96        | 2         | "Familia"                     | Martha Mitchell     | Steven Binder                                     | 2 de outubro de 2007   | 16.43                      |
| 97        | 3         | "Ex-Mulher"                   | Dennis Smith        | Alfonso Moreno                                    | 9 de outubro de 2007   | 16.36                      |
| 98        | 4         | "Crise de Identidade"         | Thomas J. Wright    | Jesse Stern                                       | 16 de outubro de 2007  | 17.55                      |
| 99        | 5         | "Salto ou Fé"                 | Dennis Smith        | Frank Cardea e George Schenck                     | 23 de outubro de 2007  | 17.26                      |
| 100       | 6         | "Quimera"                     | Terrence O'Hara     | Dan Fesman                                        | 30 de outubro de 2007  | 16.33                      |
| 101       | 7         | "Sossego"                     | Tony Wharmby        | Shane Brennan                                     | 6 de novembro de 2007  | 18.15                      |
| 102       | 8         | "Alvo Designado"              | Colin Bucksey       | Reed Steiner                                      | 13 de novembro de 2007 | 17.39                      |
| 103       | 9         | "Achados e Perdidos"          | Martha Mitchell     | David North                                       | 20 de novembro de 2007 | 17.34                      |
| 104       | 10        | "Punição Corporal"            | Arvin Brown         | Jesse Stern                                       | 27 de novembro de 2007 | 17.04                      |
| 105       | 11        | "Tribos"                      | Colin Bucksey       | Reed Steiner                                      | 15 de janeiro de 2008  | 15.82                      |
| 106       | 12        | "Demarcar"                    | Tony Wharmby        | Frank Cardea e George Schenck                     | 8 de abril de 2008     | 14.05                      |
| 107       | 13        | "Cachorro"                    | Oz Scott            | Dan Fesman e Alfonso Moreno                       | 15 de abril de 2008    | 15.13                      |
| 108       | 14        | "Casos Internos"              | Tony Wharmby        | Reed Steiner e Jesse Stern                        | 22 de abril de 2008    | 14.24                      |
| 109       | 15        | "Na Área"                     | Terrence O'Hara     | Linda Burstyn                                     | 29 de abril de 2008    | 14.76                      |
| 110       | 16        | "Recuo"                       | James Whitmore, Jr. | Frank Cardea, Dan Fesman e George Schenck         | 6 de maio de 2008      | 14.04                      |
| 111       | 17        | "Sobre o Rosto"               | Dennis Smith        | Alfonso Moreno, Reed Steiner and Jesse Stern      | 13 de maio de 2008     | 14.88                      |
| 112       | 18        | "Dia de Julgamento (Parte 1)" | Thomas J. Wright    | Steven Binder e David North                       | 20 de maio de 2008     | 16.52                      |
| 113       | 19        | "Dia de Julgamento (Parte 2)" | Thomas J. Wright    | Steven Binder, David North e Christopher J. Waild | 20 de maio de 2008     | 16.52                      |

### 6ª temporada 2008–2009
| Sequência | Episódios | Título                         | Direção             | Escrito por                                   | Data de exibição        | Audiência EUA (em milhões) |
| --------- | --------- | ------------------------------ | ------------------- | --------------------------------------------- | ----------------------- | -------------------------- |
| 114       | 1         | "Último Homem em Pé"           | Tony Wharmby        | Shane Brennan                                 | 23 de setembro de 2008  | 17.72                      |
| 115       | 2         | "Agente à Tona"                | Thomas J. Wright    | Dan Fesman e David North                      | 30 de setembro de 2008  | 17.24                      |
| 116       | 3         | "Ofensa Capital"               | Dennis Smith        | Frank Cardea e George Schenck                 | 7 de outubro de 2008    | 15.69                      |
| 117       | 4         | "Terra do Coração"             | Tony Wharmby        | Jesse Stern                                   | 14 de outubro de 2008   | 17.86                      |
| 118       | 5         | "Nove Vidas"                   | Dennis Smith        | Linda Burstyn, Dan Fesman and David North     | 21 de outubro de 2008   | 17.06                      |
| 119       | 6         | "Assassinato 2.0"              | Arvin Brown         | Steven Binder                                 | 28 de outubro de 2008   | 17.08                      |
| 120       | 7         | "Efeito Colateral"             | Terrence O'Hara     | Alfonso Moreno                                | 11 de novembro de 2008  | 18.79                      |
| 121       | 8         | "Capa"                         | James Whitmore, Jr. | Jesse Stern                                   | 18 de novembro de 2008  | 17.98                      |
| 122       | 9         | "Punhal"                       | Dennis Smith        | Reed Steiner e Christopher J. Waild           | 25 de novembro de 2008  | 18.16                      |
| 123       | 10        | "Atropelamento"                | Thomas J. Wright    | Steven Kriozere                               | 2 de dezembro de 2008   | 18.54                      |
| 124       | 11        | "Noite Silenciosa"             | Tony Wharmby        | Frank Cardea e George Schenck                 | 16 de dezembro de 2008  | 19.86                      |
| 125       | 12        | "Enjaulado"                    | Leslie Libman       | Alfonso Moreno                                | 6 de janeiro de 2009    | 19.07                      |
| 126       | 13        | "Pássaro Quebrado"             | James Whitmore, Jr. | Jesse Stern                                   | 13 de janeiro de 2009   | 18.48                      |
| 127       | 14        | "Amor & Guerra"                | Terrence O'Hara     | Steven Binder e David North                   | 27 de janeiro de 2009   | 19.04                      |
| 128       | 15        | "Libertação"                   | Dennis Smith        | Dan Fesman e Reed Steiner                     | 10 de fevereiro de 2009 | 17.97                      |
| 129       | 16        | "Ressalto"                     | Arvin Brown         | Steven Binder e David North                   | 17 de fevereiro de 2009 | 18.07                      |
| 130       | 17        | "Sul pelo Southwest"           | Thomas J. Wright    | Frank Cardea e George Schenck                 | 24 de fevereiro de 2009 | 17.92                      |
| 131       | 18        | "Nocaute"                      | Tony Wharmby        | Jesse Stern                                   | 17 de março de 2009     | 15.51                      |
| 132       | 19        | "Esconde-Esconde"              | Dennis Smith        | Dan Fesman                                    | 24 de março de 2009     | 17.54                      |
| 133       | 20        | "Cálculo Morto"                | Terrence O'Hara     | David North, Reed Steiner e Christopher Waild | 31 de março de 2009     | 17.23                      |
| 134       | 21        | "Tóxico"                       | Thomas J. Wright    | Steven Binder                                 | 7 de abril de 2009      | 17.55                      |
| 135       | 22        | "Legenda (Parte 1)"            | Tony Wharmby        | Shane Brennan                                 | 28 de abril de 2009     | 16.32                      |
| 136       | 23        | "Legenda (Parte 2)"            | James Whitmore, Jr. | Shane Brennan                                 | 5 de maio de 2009       | 16.28                      |
| 137       | 24        | "Semper Fidelis (Sempre Fiel)" | Tony Wharmby        | Jesse Stern                                   | 12 de maio de 2009      | 15.78                      |
| 138       | 25        | "Aliyah"                       | Dennis Smith        | David North                                   | 19 de maio de 2009      | 16.09                      |

### 7ª temporada: 2009–2010
| Sequência | Episódios | Título                       | Direção             | Escrito por                         | Data de exibição       | Audiência EUA (em milhões) |
| --------- | --------- | ---------------------------- | ------------------- | ----------------------------------- | ---------------------- | -------------------------- |
| 139       | 1         | "Verdade ou Consequência"    | Dennis Smith        | Jesse Stern                         | 22 de setembro de 2009 | 20.61                      |
| 140       | 2         | "Reunião"                    | Tony Wharmby        | Steven Binder                       | 29 de setembro de 2009 | 21.37                      |
| 141       | 3         | "Infiltrado"                 | Tony Wharmby        | Frank Cardea and George Schenck     | 6 de outubro de 2009   | 20.70                      |
| 142       | 4         | "Bom Policial, Mau Policial" | Leslie Libman       | David North e Jesse Stern           | 13 de outubro de 2009  | 21.04                      |
| 143       | 5         | "Código de Conduta"          | Terrence O'Hara     | Reed Steiner e Christopher J. Waild | 20 de outubro de 2009  | 21.25                      |
| 144       | 6         | "Mocinhos e Bandidos"        | Tony Wharmby        | Jesse Stern                         | 3 de novembro de 2009  | 20.18                      |
| 145       | 7         | "Fim de Jogo"                | James Whitmore, Jr. | Gary Glasberg                       | 10 de novembro de 2009 | 20.96                      |
| 146       | 8         | "Desligando"                 | Thomas J. Wright    | Steven Binder and David North       | 17 de novembro de 2009 | 20.34                      |
| 147       | 9         | "Brincadeira de Criança"     | William Webb        | Reed Steiner                        | 24 de novembro de 2009 | 20.35                      |
| 148       | 10        | "Fé"                         | Arvin Brown         | Gary Glasberg                       | 15 de dezembro de 2009 | 20.69                      |
| 149       | 11        | "Ignição"                    | Dennis Smith        | Jesse Stern                         | 5 de janeiro de 2010   | 21.37                      |
| 150       | 12        | "Carne e Sangue"             | Arvin Brown         | Frank Cardea e George Schenck       | 12 de janeiro de 2010  | 20.85                      |
| 151       | 13        | "Descompensação Horária"     | Tony Wharmby        | Christopher Waild                   | 26 de janeiro de 2010  | 20.22                      |
| 152       | 14        | "Mascarada"                  | James Whitmore, Jr. | Steven Binder                       | 2 de fevereiro de 2010 | 19.23                      |
| 153       | 15        | "Jack-Faca"                  | Dennis Smith        | Jesse Stern                         | 9 de fevereiro de 2010 | 19.75                      |
| 154       | 16        | "Dia das Mães"               | Tony Wharmby        | Gary Glasberg e Reed Steiner        | 2 de março de 2010     | 19.67                      |
| 155       | 17        | "Dupla Identidade"           | Mark Horowitz       | Frank Cardea e George Schenck       | 9 de março de 2010     | 19.58                      |
| 156       | 18        | "Jurisdição"                 | Terrence O'Hara     | Lee David Zlotoff                   | 16 de março de 2010    | 18.00                      |
| 157       | 19        | "Prazer Culpado"             | James Whitmore, Jr. | Reed Steiner e Christopher Waild    | 6 de abril de 2010     | 16.45                      |
| 158       | 20        | "Luz da Lua"                 | Thomas J. Wright    | Steven Binder e Jesse Stern         | 27 de abril de 2010    | 16.29                      |
| 159       | 21        | "Obsessão"                   | Tony Wharmby        | Frank Cardea e George Schenck       | 4 de maio de 2010      | 15.10                      |
| 160       | 22        | "Fronteira"                  | Terrence O' Hara    | Steven Binder                       | 11 de maio de 2010     | 17.23                      |
| 161       | 23        | "Patriota Derrubado"         | Dennis Smith        | Gary Glasberg                       | 18 de maio de 2010     | 15.96                      |
| 162       | 24        | "Regra Cinquenta e Um"       | Dennis Smith        | Jesse Stern                         | 25 de maio de 2010     | 16.30                      |

### 8ª temporada: 2010–2011
| Sequência | Episódios | Título                     | Direção               | Escrito por                                    | Data de exibição        | Audiência EUA (em milhões) |
| --------- | --------- | -------------------------- | --------------------- | ---------------------------------------------- | ----------------------- | -------------------------- |
| 163       | 1         | "A Aranha e a Mosca"       | Dennis Smith          | Gary Glasberg                                  | 21 de setembro de 2010  | 19.41                      |
| 164       | 2         | "O Pior Pesadelo"          | Tony Wharmby          | Steven Binder                                  | 28 de setembro de 2010  | 19.15                      |
| 165       | 3         | "Pavio Curto"              | Leslie Libman         | Frank Cardea e George Schenck                  | 5 de outubro de 2010    | 19.81                      |
| 166       | 4         | "Realeza e Leais"          | Arvin Brown           | Reed Steiner                                   | 12 de outubro de 2010   | 19.20                      |
| 167       | 5         | "Ar Morto"                 | Terrence O'Hara       | Christopher J. Waild                           | 19 de outubro de 2010   | 19.41                      |
| 168       | 6         | "Rachado"                  | Tony Wharmby          | Nicole Mirante-Matthews                        | 26 de outubro de 2010   | 20.18                      |
| 169       | 7         | "Flecha Quebrada"          | Arvin Brown           | Frank Cardea e George Schenck                  | 9 de novembro de 2010   | 19.87                      |
| 170       | 8         | "Inimigos Estrangeiros"    | Dennis Smith          | Jesse Stern                                    | 16 de novembro de 2010  | 19.43                      |
| 171       | 9         | "Inimigos Domésticos"      | Mark Horowitz         | Jesse Stern                                    | 23 de novembro de 2010  | 18.78                      |
| 172       | 10        | "Falso Testemunho"         | James Whitmore, Jr.   | Steven Binder                                  | 14 de dezembro de 2010  | 19.87                      |
| 173       | 11        | "Navios na Noite"          | Terrence O'Hara       | Reed Steiner e Christopher Waild               | 11 de janeiro de 2011   | 21.93                      |
| 174       | 12        | "Recrutado"                | Arvin Brown           | Gary Glasberg                                  | 18 de janeiro de 2011   | 21.09                      |
| 175       | 13        | "Liberdade"                | Craig Ross Jr.        | Nicole Mirante-Matthews                        | 1 de fevereiro de 2011  | 22.85                      |
| 176       | 14        | "Um Homem Entra no Bar..." | James Whitmore, Jr.   | Gary Glasberg                                  | 8 de fevereiro de 2011  | 20.35                      |
| 177       | 15        | "Desafio"                  | Dennis Smith          | Frank Cardea e George Schenck                  | 15 de fevereiro de 2011 | 19.40                      |
| 178       | 16        | "Dentes e Dedos"           | Tony Wharmby          | Steven Kriozere e Steven D. Binder             | 22 de fevereiro de 2011 | 21.28                      |
| 179       | 17        | "Uma Última Partitura"     | Michael Weatherly     | Jesse Stern                                    | 1 de março de de 2011   | 19.21                      |
| 180       | 18        | "Reexame"                  | Terrence O'Hara       | Leon Carroll, Reed Steiner e Christopher Waild | 22 de março de 2011     | 19.46                      |
| 181       | 19        | "Conte Tudo"               | Kevin Rodney Sullivan | Andrew Bartels                                 | 29 de março de 2011     | 18.73                      |
| 182       | 20        | "Duas Caras"               | Thomas J. Wright      | Nicole Mirante e Reed Steiner                  | 5 de abril de 2011      | 19.40                      |
| 183       | 21        | "Reflexão Morta"           | William Webb          | George Schneck e Frank Cardea                  | 12 de abril de 2011     | 19.87                      |
| 184       | 22        | "Baltimore"                | Terrence O'Hara       | Steven D. Binder                               | 3 de maio de 2011       | 17.87                      |
| 185       | 23        | "A Canção do Cisne"        | Tony Wharmby          | Jesse Stern                                    | 10 de maio de 2011      | 17.62                      |
| 186       | 24        | "Pirâmide"                 | Dennis Smith          | Gary Glasberg                                  | 17 de maio de 2011      | 18.62                      |

### 9ª temporada: 2011–2012
| Sequência | Episódios | Título                    | Direção             | Escrito por                             | Data de exibição        | Audiência EUA (em milhões) |
| --------- | --------- | ------------------------- | ------------------- | --------------------------------------- | ----------------------- | -------------------------- |
| 187       | 1         | "Nature of the Beast"     | Tony Wharmby        | Gary Glasberg                           | 20 de setembro de 2011  | 19.96                      |
| 188       | 2         | "Restless"                | James Whitmore, Jr. | Steven D. Binder                        | 27 de setembro de 2011  | 19.51                      |
| 189       | 3         | "Penelope's papers"       | Arvin Brown         | Nicole Mirante                          | 4 de outubro de 2011    | 19.35                      |
| 190       | 4         | "Enemy on the Hill"       | Dennis Smith        | George Schenck e Frank Cardea           | 11 de outubro de 2011   | 18.98                      |
| 191       | 5         | "Safe Harbor"             | Terrence O’Hara     | Reed Steiner e Christopher J. Waild     | 18 de outubro de 2011   | 19.41                      |
| 192       | 6         | "Thirst"                  | Thomas J. Wright    | Scott Williams                          | 25 de outubro de 2011   | 19.43                      |
| 193       | 7         | "Devil's Triangle"        | Leslie Libman       | Steven D. Binder e Reed Steiner         | 31 de outubro de 2011   | 19.71                      |
| 194       | 8         | "Engaged (Part I)"        | James Withmore Jr.  | Gina Lucita Monreal                     | 7 de novembro de 2011   | 20.38                      |
| 195       | 9         | "Engaged (Part II)"       | Tony Wharmby        | Gary Glasberg                           | 14 de novembro de 2011  | 20.00                      |
| 196       | 10        | "Sins of the Father"      | Arvin Brown         | Frank Cardea e George Schenck           | 22 de novembro de 2011  | 18.50                      |
| 197       | 11        | "Newborn King"            | Dennis Smith        | Christopher J. Walid                    | 13 de dezembro de 2011  | 19.13                      |
| 198       | 12        | "Housekeeping"            | Terrence O'Hara     | Scott Williams                          | 3 de janeiro de 2012    | 19.81                      |
| 199       | 13        | "A Desperate Man"         | Leslie Libman       | Nicole Mirante-Matthews                 | 10 de janeiro de 2012   | 21.03                      |
| 200       | 14        | "Life Before His Eyes"    | Tony Wharmby        | Gary Glasberg                           | 7 de fevereiro de 2012  | 20.98                      |
| 201       | 15        | "Secrets"                 | Leslie Libman       | Steven D. Binder                        | 14 de fevereiro de 2012 | 19.59                      |
| 202       | 16        | "Psych Out"               | Dennis Smith        | Gary Glasberg e Reed Steiner            | 21 de fevereiro de 2012 | 19.29                      |
| 203       | 17        | "Need to Know"            | Michelle MacLaren   | Frank Cardea e George Schenck           | 28 de fevereiro de 2012 | 18.20                      |
| 204       | 18        | "The Tell"                | Thomas J. Wright    | Gina Lucita Monreal                     | 20 de março de 2012     | 19.06                      |
| 205       | 19        | "The Good Son"            | Terrence O'Hara     | Nicole Mirante-Mattews e Scott Williams | 27 de março de 2012     | 18.62                      |
| 206       | 20        | "The Missionary Position" | Arvin Brown         | Allison Abner                           | 10 de abril de 2012     | 17.66                      |
| 207       | 21        | "Rekindled"               | Mark Horowitz       | Christopher J. Waild & Reed Steiner     | 17 de abril de 2012     | 18.08                      |
| 208       | 22        | "Playing with Fire"       | Dennis Smith        | Frank Cardea e George Schenck           | 1º de maio de 2012      | 17.58                      |
| 209       | 23        | "Up in Smoke"             | James Withmore Jr.  | Steven D. Binder                        | 8 de maio de 2012       | 18.20                      |
| 210       | 24        | "Till Death Do Us Part"   | Tony Wharmby        | Gary Glasberg                           | 15 de maio de 2012      | 19.05                      |

### 10ª temporada 2012–2013
| Sequência | Episódios | Título                  | Direção             | Escrito por                                            | Data de exibição        | Audiência EUA (em milhões) |
| --------- | --------- | ----------------------- | ------------------- | ------------------------------------------------------ | ----------------------- | -------------------------- |
| 211       | 1         | "Extreme Prejudice"     | Tony Wharmby        | Gary Glasberg                                          | 25 de setembro de 2012  | 20.48                      |
| 212       | 2         | "Recovery"              | Dennis Smith        | Scott Williams                                         | 2 de outubro de 2012    | 18.87                      |
| 213       | 3         | "Phoenix"               | Terrence O'Hara     | Steven D. Binder                                       | 9 de outubro de 2012    | 18.51                      |
| 214       | 4         | "Lost At Sea"           | Tony Wharmby        | Christopher J. Waild                                   | 23 de outubro de 2012   | 17.78                      |
| 215       | 5         | "Namesake"              | Arvin Brown         | George Schenck and Frank Cardea                        | 30 de outubro de 2012   | 18.83                      |
| 216       | 6         | "Shell Shock (Part I)"  | Leslie Libman       | Nichole Mirante-Matthews                               | 13 de novembro de 2012  | 17.05                      |
| 217       | 7         | "Shell Shock (Part II)" | Tom Wright          | Gina Lucita Monreal                                    | 20 de novembro de 2012  | 16.47                      |
| 218       | 8         | "Gone"                  | James Whitmore, Jr. | Scott Williams & Reed Steiner                          | 27 de novembro de 2012  | 19.76                      |
| 219       | 9         | "Devil's Trifecta"      | Arvin Brown         | Steven D. Binder                                       | 11 de dezembro de 2012  | 17.65                      |
| 220       | 10        | "You Better Watch Out"  | Tony Wharmby        | George Schenck; Frank Cardea                           | 18 de dezembro de 2012  | 19.59                      |
| 221       | 11        | "Shabbat Shalom"        | Dennis Smith        | Cristopher Walid                                       | 8 de janeiro de 2013    | 21.11                      |
| 222       | 12        | "Shiva"                 | Arvin Brown         | Christopher J. Waild, Gary Glasberg and Scott Williams | 15 de janeiro de 2013   | 22.86                      |
| 223       | 13        | "Hit and Run"           | Dennis Smith        | Gary Glasberg and Gina Lucita Monreal                  | 29 de janeiro de 2013   | 22.07                      |
| 224       | 14        | "Canary"                | Terrence O'Hara     | Christopher Walid                                      | 5 de fevereiro de 2013  | 21.79                      |
| 225       | 15        | "Hereafter"             | Tony Wharmby        | Nicole Mirante-Matthews                                | 19 de fevereiro de 2013 | 21.08                      |
| 226       | 16        | "Detour"                | Mario Van Peebles   | Steven D Binder                                        | 26 de fevereiro de 2013 | 20.69                      |
| 227       | 17        | "Prime Suspect"         | James Whitmore, Jr. | George Schenck and Frank Cardea                        | 5 de março de 2013      | 20.81                      |
| 228       | 18        | "Seek"                  | Michael Weatherly   | Scott Williams                                         | 19 de março de 2013     | 19.79                      |
| 229       | 19        | "Squall"                | Tom Wright          | Bill Nuss                                              | 26 de março de 2013     | 18.62                      |
| 230       | 20        | "Chasing Ghosts"        | Arvin Brown         | Nicole Mirante-Matthews                                | 9 de abril de 2013      | 17.22                      |
| 231       | 21        | "Berlin"                | Terrence O'Hara     | Scott Williams and Gina Lucita Monreal                 | 23 de abril de 2013     | 17.33                      |
| 232       | 22        | "Revenge"               | James Whitmore, Jr  | George Schenck and Frank Cardea                        | 30 de abril de 2013     | 18.29                      |
| 233       | 23        | "Double Blind"          | Dennis Smith        | Christopher Walid and Steven D Binder                  | 7 de maio de 2013       | 17.56                      |
| 234       | 24        | "Damned If You Do"      | Tony Wharmaby       | "Gary Glasberg"                                        | 14 de maio de 2013      | 18.79                      |

### 11ª temporada 2013–2014
| Seq. | Episódios | Título                   | Direção             | Escrito por                                           | Data de exibição        | Audiência EUA (em milhões) |
| ---- | --------- | ------------------------ | ------------------- | ----------------------------------------------------- | ----------------------- | -------------------------- |
| 235  | 1         | "Whiskey Tango Foxtrot"  | Tony Wharmby        | Gary Glasberg                                         | 24 de setembro de 2013  | 20.02                      |
| 236  | 2         | "Past, Present, Future"  | James Whitmore, Jr  | Gary Glasberg, Scott Williams and Gina Lucita Monreal | 1 de outubro de 2013    | 19.98                      |
| 237  | 3         | "Under the Radar"        | Dennis Smith        | George Schenck e Frank Cardea                         | 8 de outubro de 2013    | 18.33                      |
| 238  | 4         | "Anonymous was a Woman"  | Terrence O'Hara     | Steven D. Binder                                      | 15 de outubro de 2013   | 18.83                      |
| 239  | 5         | "Once a crock"           | Arvin Brown         | Christopher Silber                                    | 22 de outubro de 2013   | 18.99                      |
| 240  | 6         | "Oil & Water"            | Tom Wright          | Jennifer Corbett                                      | 29 de outubro de 2013   | 19.30                      |
| 241  | 7         | "Better Angels"          | Tony Wharmby        | Gina Lucita Monreal                                   | 5 de novembro de 2013   | 19.18                      |
| 242  | 8         | "Alibi"                  | Holly Dale          | George Schenck and Frank Cardea                       | 12 de novembro de 2013  | 19.37                      |
| 243  | 9         | "Gut Check"              | Dennis Smith        | Christopher J. Waild                                  | 19 de novembro de 2013  | 19.66                      |
| 244  | 10        | "Devil's Triad"          | Arvin Brown         | Steven D. Binder                                      | 10 de dezembro de 2013  | 19.30                      |
| 245  | 11        | "Homesick"               | Terrence O'Hara     | Scott Williams                                        | 17 de dezembro de 2013  | 19.65                      |
| 246  | 12        | "Kill Chain"             | James Whitmore, Jr. | Christopher Silber                                    | 7 de janeiro de 2014    | 19.65                      |
| 247  | 13        | "Double Back"            | Tony Wharmby        | Gina Lucita Monreal                                   | 14 de janeiro de 2014   | 19.72                      |
| 248  | 14        | "Monsters and Men"       | Dennis Smith        | Jennifer Corbett                                      | 4 de fevereiro de 2014  | 19.53                      |
| 249  | 15        | "Bulletproof"            | Leslie Libman       | Christopher J. Waild                                  | 25 de fevereiro de 2014 | 17.03                      |
| 250  | 16        | "Dressed to Kill"        | Thomas J. Wright    | George Schenck & Frank Cardea                         | 4 de março de 2014      | 17.88                      |
| 251  | 17        | "Rock and a Hard Place"  | Arvin Brown         | Steven D. Binder                                      | 18 de março de 2014     | 17.11                      |
| 252  | 18        | "Crescent City: Parte 1" | James Whitmore, Jr. | Gary Glasberg                                         | 25 de março de 2014     | 17.52                      |
| 253  | 19        | "Crescent City: Parte 2" | Tony Wharmby        | Gary Glasberg                                         | 1 de abril de 2014      | 17.16                      |
| 254  | 20        | "Page Not Found"         | Terrence O'Hara     | Christopher J. Waild                                  | 8 de abril de 2014      | 17.39                      |
| 255  | 21        | "Alleged"                | Avrin Brown         | Scott Williams                                        | 22 de abril de 2014     | 17.12                      |
| 256  | 22        | "Shooter"                | Dennis Smith        | George Schenck & Frank Cardea                         | 29 de abril de 2014     | 17.25                      |
| 257  | 23        | "The Admiral's Daughter" | James Whitmore, Jr. | Steven D. Binder & Christopher Silber                 | 6 de maio de 2014       | 15.88                      |
| 258  | 24        | "Honor Thy Father"       | Tony Wharmby        | Gary Glasberg & Gina Lucita Monreal                   | 13 de maio de 2014      | 16.77                      |

### 12ª temporada: 2014–2015
| Seq. | Episódios | Título                        | Direção             | Escrito por                           | Data de exibição        | Audiência EUA (em milhões) |
| ---- | --------- | ----------------------------- | ------------------- | ------------------------------------- | ----------------------- | -------------------------- |
| 259  | 1         | "Twenty Klicks"               | Tony Wharmby        | Gary Glasberg & Scott Williams        | 23 de setembro de 2014  | 18.23                      |
| 260  | 2         | "Kill the Messenger"          | Dennis Smith        | George Schenck & Frank Cardea         | 30 de setembro de 2014  | 18.84                      |
| 261  | 3         | "So It Goes"                  | Leslie Libman       | Steven D. Binder                      | 7 de outubro de 2014    | 17.27                      |
| 262  | 4         | "Choke Hold"                  | Terrence O'Hara     | Christopher J. Waild                  | 14 de outubro de 2014   | 17.26                      |
| 263  | 5         | "The San Dominick"            | Arvin Brown         | Christopher Silber                    | 21 de outubro de 2014   | 17.13                      |
| 264  | 6         | "Parental Guidance Suggested" | Thomas J. Wright    | Jennifer Corbett                      | 28 de outubro de 2014   | 17.53                      |
| 265  | 7         | "The Searchers"               | Tony Wharmby        | Gina Lucita Monreal                   | 11 de novembro de 2014  | 17.49                      |
| 266  | 8         | "Semper Fortis"               | Dennis Smith        | Matthew R. Jarrett & Scott J. Jarrett | 18 de novembro de 2014  | 18.10                      |
| 267  | 9         | "Grounded"                    | Bethany Rooney      | Scott Williams                        | 25 de novembro de 2014  | 16.01                      |
| 268  | 10        | "House Rules"                 | Terrence O'Hara     | Christopher J. Waild                  | 16 de dezembro de 2014  | 17.53                      |
| 269  | 11        | "Check"                       | Alrick Riley        | Steven D. Binder                      | 6 de janeiro de 2015    | 19.76                      |
| 270  | 12        | "The Enemy Within"            | James Whitmore, Jr. | George Schenck & Frank Cardea         | 13 de janeiro de 2015   | 19.87                      |
| 271  | 13        | "We Build, We Fight"          | Rocky Carroll       | Jennifer Corbett                      | 3 de fevereiro de 2015  | 18.64                      |
| 272  | 14        | "Cadence"                     | Tony Wharmby        | Christopher Silber                    | 10 de fevereiro de 2015 | 18.77                      |
| 273  | 15        | "Cabin Fever"                 | Bethany Rooney      | Scott Williams                        | 17 de fevereiro de 2015 | 18.06                      |
| 274  | 16        | "Blast from the Past"         | Dennis Smith        | David J. North                        | 24 de fevereiro de 2015 | 17.43                      |
| 275  | 17        | "The Artful Dodger"           | Terrence O'Hara     | Gina Lucita Monreal                   | 10 de março de 2015     | 16.22                      |
| 276  | 18        | "Status Update"               | Holly Dale          | Christopher J. Waild                  | 24 de março de 2015     | 16.23                      |
| 277  | 19        | "Patience"                    | Thomas J. Wright    | Steven D. Binder                      | 31 de março de 2015     | 16.60                      |
| 278  | 20        | "No Good Deed"                | Arvin Brown         | George Schenck & Frank Cardea         | 7 de abril de 2015      | 16.85                      |
| 279  | 21        | "Lost In Translation"         | Tony Wharmby        | Jennifer Corbett                      | 14 de abril de 2015     | 15.84                      |
| 280  | 22        | "Troll"                       | Dennis Smith        | Scott Williams                        | 28 de abril de 2015     | 14.85                      |
| 281  | 23        | "The Lost Boys"               | James Whitmore Jr.  | Gina Lucita Monreal                   | 5 de maio de 2015       | 14.05                      |
| 282  | 24        | "Neverland"                   | Tony Wharmby        | Gary Glasberg                         | 12 de maio de 2015      | 14.94                      |

### 13ª temporada 2015–2016
| Seq. | Episódios | Título                 | Direção             | Escrito por                            | Data de exibição        | Audiência EUA (em milhões) |
| ---- | --------- | ---------------------- | ------------------- | -------------------------------------- | ----------------------- | -------------------------- |
| 283  | 1         | "Stop the Bleeding"    | Tony Wharmby        | Gary Glasberg & Scott Williams         | 22 de setembro de 2015  | 18.19                      |
| 284  | 2         | "Personal Day"         | Terrence O'Hara     | Gina Lucita Monreal                    | 29 de setembro de 2015  | 16.53                      |
| 285  | 3         | "Incognito"            | James Withmore, Jr. | George Schenck & Frank Cardea          | 6 de outubro de 2015    | 16.87                      |
| 286  | 4         | "Double Trouble"       | Dennis Smith        | Christopher J. Waild                   | 13 de outubro de 2015   | 16.04                      |
| 287  | 5         | "Lockdown"             | Bethany Rooney      | Steven D. Binder                       | 20 de outubro de 2015   | 17.21                      |
| 288  | 6         | "Viral"                | Rocky Carroll       | Jennifer Corbett                       | 27 de outubro de 2015   | 16.81                      |
| 289  | 7         | "16 Years"             | Mark Horowitz       | Brendan Fehily                         | 3 de novembro de 2015   | 17.97                      |
| 290  | 8         | "Saviors"              | Tony Wharmby        | Scott Williams                         | 10 de novembro de 2015  | 16.68                      |
| 291  | 9         | "Day In Court"         | Dennis Smith        | George Schenck & Frank Cardea          | 17 de novembro de 2015  | 16.59                      |
| 292  | 10        | "Blood Brothers"       | Arvin Brown         | Jennifer Corbett                       | 24 de novembro de 2015  | 16.19                      |
| 293  | 11        | "Spinning Wheel"       | Terrence O'Hara     | Steven D. Binder                       | 15 de dezembro de 2015  | 15.53                      |
| 294  | 12        | "Sister City (Part 1)" | Leslie Wibmam       | Christopher J. Waild                   | 5 de janeiro de 2016    | 18.97                      |
| 295  | 13        | "Déjà Vu"              | Rocky Carroll       | Matthew R. Jarrett & Scott J. Jarrett  | 19 de janeiro de 2016   | 17.51                      |
| 296  | 14        | "Decompressed"         | Thomas J. Wright    | Brendan Fehily                         | 9 de fevereiro de 2016  | 16.94                      |
| 297  | 15        | "React"                | Bethany Rooney      | Jennifer Corbett                       | 16 de fevereiro de 2016 | 17.34                      |
| 298  | 16        | "Loose Cannons"        | Alrick Riley        | Scott Williams                         | 23 de fevereiro de 2016 | 17.47                      |
| 299  | 17        | "After Hours"          | Terrence O'Hara     | Cindi Hemingway                        | 1 de março de 2016      | 15.44                      |
| 300  | 18        | "Scope"                | Tony Wharmby        | Gary Glasberg & Gina Lucita Monreal    | 15 de março de 2016     | 15.10                      |
| 301  | 19        | "Reasonable Doubts"    | Thomas J. Wright    | George Schenck & Frank Cardea          | 22 de março de 2016     | 15.90                      |
| 302  | 20        | "Charade"              | Edward Ornelas      | Brendan Fehili                         | 5 de abril de 2016      | 15.67                      |
| 303  | 21        | "Return to Sender"     | Leslie Libman       | Christopher J. Waild                   | 19 de abril de 2016     | 14.80                      |
| 304  | 22        | "Homefront"            | Dennis Smith        | Gina Lucita Monreal & Jennifer Corbett | 3 de maio de 2016       | 14.86                      |
| 305  | 23        | "Dead Letter"          | James Withmore Jr.  | Steven D. Binder                       | 10 de maio de 2016      | 16.04                      |
| 306  | 24        | "Family First"         | Tony Wharmby        | Gary Glasberg & Scott Williams         | 17 de maio de 2016      | 18.01                      |

### 14ª temporada: 2016–2017
| Seq. | Episódios | Título                    | Direção             | Escrito por                                     | Data de exibição        | Audiência EUA (em milhões) |
| ---- | --------- | ------------------------- | ------------------- | ----------------------------------------------- | ----------------------- | -------------------------- |
| 307  | 1         | "Rogue"                   | Tony Wharmby        | Gary Glasberg & Jennifer Corbett                | 20 de setembro de 2016  | 15.99                      |
| 308  | 2         | "Being Bad"               | James Whitmore, Jr. | Steven D. Binder                                | 27 de setembro de 2016  | 15.52                      |
| 309  | 3         | "Privileged Information"  | Edward Ornelas      | George Schenck & Frank Cardea                   | 4 de outubro de 2016    | 14.44                      |
| 310  | 4         | "Love Boat"               | Terrence O'Hara     | Christopher J. Waild                            | 11 de outubro de 2016   | 14.77                      |
| 311  | 5         | "Philly"                  | Allan Arkush        | Scott Williams                                  | 18 de setembro de 2016  | 14.76                      |
| 312  | 6         | "Shell Game"              | Thomas J. Wright    | Brendan Fehily                                  | 25 de setembro de 2016  | 14.08                      |
| 313  | 7         | "Home of the Brave"       | Alrick Riley        | Gina Lucita Monreal                             | 15 de novembro de 2016  | 14.73                      |
| 314  | 8         | "Enemy Combatant"         | Tony Wharmby        | Jennifer Corbett                                | 22 de novembro de 2016  | 14.86                      |
| 315  | 9         | "Pay to Play"             | Arvin Brown         | Cindi Hemingway                                 | 6 de dezembro de 2016   | 14.64                      |
| 316  | 10        | "The Tie That Binds"      | Arvin Brown         | Steven D. Binder                                | 13 de dezembro de 2016  | 14.74                      |
| 317  | 11        | "Willoughby"              | Tony Wharmby        | Gina Lucita Monreal                             | 3 de janeiro de 2017    | 15.79                      |
| 318  | 12        | "Off the Grid"            | Rocky Carroll       | George Schenck & Frank Cardea                   | 17 de janeiro de 2017   | 15.49                      |
| 319  | 13        | "Keep Going"              | Terrence O'Hara     | Scott Williams                                  | 24 de janeiro de 2017   | 16.21                      |
| 320  | 14        | "Nonstop"                 | Mark Horowitz       | Brendan Fehily                                  | 7 de fevereiro de 2017  | 15.57                      |
| 321  | 15        | "Pandora's Box (Part I)"  | Arvin Brown         | Christopher J. Waild                            | 14 de fevereiro de 2017 | 15.29                      |
| 322  | 16        | "A Many Splendored Thing" | Michael Zinberg     | Steven D. Binder & David J. North               | 14 de fevereiro de 2017 | 15.57                      |
| 323  | 17        | "What Lies Above"         | Leslie Libman       | Scott Williams                                  | 7 de março de 2017      | 14.17                      |
| 324  | 18        | "M.I.A."                  | Thomas J. Wright    | Jennifer Corbett                                | 14 de março de 2017     | 14.16                      |
| 325  | 19        | "The Wall"                | Bethany Rooney      | Gina Lucita Monreal                             | 28 de março de 2017     | 14.35                      |
| 326  | 20        | "A Bowl of Cherries"      | Edward Ornelas      | Brendan Fehily                                  | 4 de abril de 2017      | 13.83                      |
| 327  | 21        | "One Book, Two Covers"    | Terrence O'Hara     | David J. North                                  | 18 de abril de 2017     | 13.32                      |
| 328  | 22        | "Beastmaster"             | Bethany Rooney      | Christopher J. Waild                            | 2 de maio de 2017       | 12.88                      |
| 329  | 23        | "Something Blue"          | James Whitmore, Jr. | Jennifer Corbett & Scott Williams               | 9 de maio de 2017       | 13.39                      |
| 330  | 24        | "Rendezvous"              | Tony Wharmby        | George Schenk & Frank Cardea & Steven D. Binder | 16 de maio de 2017      | 13.33                      |

### 15ª temporada: 2017–2018
| Seq. | Episódios | Título                     | Direção             | Escrito por                                                                       | Data de exibição        | Audiência EUA (em milhões) |
| ---- | --------- | -------------------------- | ------------------- | --------------------------------------------------------------------------------- | ----------------------- | -------------------------- |
| 331  | 1         | "House Divided"            | Tony Wharmby        | Steven D. Binder                                                                  | 26 de setembro de 2017  | 13.29                      |
| 332  | 2         | "Twofer"                   | James Whitmore, Jr. | Scott Williams                                                                    | 3 de outubro de 2017    | 13.50                      |
| 333  | 3         | "Exit Strategy"            | Terrence O'Hara     | Christopher J. Waild                                                              | 10 de outubro de 2017   | 13.30                      |
| 334  | 4         | "Skeleton Crew"            | Rocky Carrol        | Jennifer Corbett                                                                  | 17 de outubro de 2017   | 12.85                      |
| 335  | 5         | "Fake It 'Til You Make It" | Thomas J. Wright    | David J. North                                                                    | 17 de outubro de 2017   | 13.30                      |
| 336  | 6         | "Trapped"                  | Bethany Rooney      | Brendan Fehliy                                                                    | 31 de outubro de 2017   | 12.11                      |
| 337  | 7         | "Burden of Proof"          | Dennis Smith        | Gina Lucita Monreal                                                               | 7 de novembro de 2017   | 13.47                      |
| 338  | 8         | "Voices"                   | Tony Wharmby        | Steven D. Binder                                                                  | 14 de novembro de 2017  | 13.08                      |
| 339  | 9         | "Ready or Not"             | Terrence O’Hara     | Scott Williams                                                                    | 21 de novembro de 2017  | 12.54                      |
| 340  | 10        | "Double Down"              | Alrick Riley        | Christopher J. Waild                                                              | 12 de dezembro de 2017  | 12.58                      |
| 341  | 11        | "High Tide"                | Tony Wharmby        | David J. North & Steven D. Binder                                                 | 2 de janeiro de 2018    | 14.10                      |
| 342  | 12        | "Dark Secrets"             | Bethany Rooney      | George Schenck & Frank Cardea                                                     | 9 de janeiro de 2018    | 14.24                      |
| 343  | 13        | "Family Ties"              | Rocky Carroll       | Brendan Fehily                                                                    | 23 de janeiro de 2018   | 13.97                      |
| 344  | 14        | "Keep Your Friends Close"  | Mark Horowitz       | Gina Lucida Monreal                                                               | 6 de fevereiro de 2018  | 13.90                      |
| 345  | 15        | "Keep Your Enemies Closer" | Thomas J. Wright    | Jennifer Corbett                                                                  | 27 de fevereiro de 2018 | 12.45                      |
| 346  | 16        | "Handle With Care"         | Alrick Riley        | Matthew R. Jarrett & Scott J. Jarrett                                             | 6 de março de 2018      | 12.92                      |
| 347  | 17        | "One Man's Trash"          | Michael Zinberg     | Scott Williams                                                                    | 13 de março de 2018     | 13.26                      |
| 348  | 18        | "Death From Above"         | Rocky Carroll       | Christopher J. Waild                                                              | 27 de março de 2018     | 11.94                      |
| 349  | 19        | "The Numerical Limit"      | Leslie Libman       | David J. North & Steven D. Binder                                                 | 3 de abril de 2018      | 12.23                      |
| 350  | 20        | "Sight Unseen"             | Bethany Rooney      | Brendan Fehily                                                                    | 17 de abril de 2018     | 11.58                      |
| 351  | 21        | "One Step Forward"         | James Withmore, Jr. | Gina Lucita Monreal                                                               | 1 de maio de 2018       | 12.35                      |
| 352  | 22        | "Two Steps Back"           | Michael Zinberg     | Jennifer Corbett                                                                  | 8 de maio de 2018       | 15.04                      |
| 353  | 23        | "Fallout"                  | Michael Zinberg     | Story by: Christopher J. Waild Teleplay by: David J. North & Christopher J. Waild | 15 de maio de 2018      | 12.71                      |
| 354  | 24        | "Date With Destiny"        | Tony Wharmby        | George Schenk & Frank Cardea & Scott A. Williams                                  | 22 de maio de 2018      | 12.07                      |

### 16ª temporada: 2018–2019
| Seq. | Episódios | Título                | Direção            | Escrito por                                                         | Data de exibição        | Audiência EUA (em milhões) |
| ---- | --------- | --------------------- | ------------------ | ------------------------------------------------------------------- | ----------------------- | -------------------------- |
| 355  | 1         | "Destiny's Child"     | Tony Wharmby       | Steven D. Binder                                                    | 25 de setembro de 2018  | 12.56                      |
| 356  | 2         | "Love Thy Neighbor"   | Terrence O'Hara    | Scott Williams                                                      | 2 de outubro de 2018    | 12.13                      |
| 357  | 3         | "Boom"                | Leslie Libman      | Brandan Fehily                                                      | 9 de outubro de 2018    | 12.36                      |
| 358  | 4         | "Third Wheel"         | James Withmore Jr. | Christopher J. Waild                                                | 16 de outubro de 2018   | 11.87                      |
| 359  | 5         | "Fragments"           | Michael Zinberg    | Gina Lucita Monreal                                                 | 23 de outubro de 2018   | 11.26                      |
| 360  | 6         | "Beneath The Surface" | Rocky Carroll      | Scott J. Jarrett & Matthew R. Jarrett                               | 30 de outubro de 2018   | 12.32                      |
| 361  | 7         | "A Thousand Words"    | Alrick Riley       | David J. North                                                      | 13 de novembro de 2018  | 12.47                      |
| 362  | 8         | "Friendly Fire"       | Thomas J. Wright   | Jennifer Corbett                                                    | 20 de novembro de 2018  | 11.95                      |
| 363  | 9         | "Tailing Angie"       | Terrence O'Hara    | George Schenck                                                      | 4 de dezembro de 2018   | 12.04                      |
| 364  | 10        | "What Child is This?" | Michael Zinberg    | Scott Williams                                                      | 11 de dezembro de 2018  | 12.28                      |
| 365  | 11        | "Toil and Trouble"    | Leslie Libman      | Christopher J. Waild                                                | 8 de janeiro de 2019    | 12.08                      |
| 366  | 12        | "The Last Link"       | Rocky Carroll      | Brendan Fahily                                                      | 15 de janeiro de 2019   | 12.21                      |
| 367  | 13        | "She"                 | Mark Horowitz      | Gina Lucida Monreal                                                 | 12 de fevereiro de 2019 | 13.37                      |
| 368  | 14        | "Once Upon a Tim"     | Tony Wharmby       | David J. North & Steven D. Binder                                   | 19 de fevereiro de 2019 | 12.74                      |
| 369  | 15        | "Crossing The Line"   | Michael Zinberg    | Jennifer Corbett                                                    | 26 de fevereiro de 2019 | 11.77                      |
| 370  | 16        | "Bears and Cubes"     | Diana Valentine    | Scott Williams                                                      | 12 de março de 2019     | 12.08                      |
| 371  | 17        | "Silent Service"      | Rocky Carroll      | Scott J. Jarrett & Matthew R. Jarrett                               | 26 de março de 2019     | 12.18                      |
| 372  | 18        | "Mona Lisa"           | Alrick Riley       | David J. North & Brendan Fehily                                     | 2 de abril de 2019      | 11.89                      |
| 373  | 19        | "Perennial"           | Tony Wharmby       | Gina Lucita Monreal                                                 | 9 de abril de 2019      | 11.82                      |
| 374  | 20        | "Hail & Farewell"     | Michael Zinberg    | Jennifer Corbett                                                    | 16 de abril de 2019     | 11.88                      |
| 375  | 21        | "Judge, Jury..."      | James Whitmore Jr. | Christopher J. Waild                                                | 30 de abril de 2019     | 11.80                      |
| 376  | 22        | "... and Executioner" | Terrence O'Hara    | Christopher J. Waild & David J. North                               | 7 de maio de 2019       | 11.66                      |
| 377  | 23        | "Lost Time"           | Diana Valentine    | Teleplay by: Scott Williams Story by: Scott Williams & Frank Cardea | 14 de maio de 2019      | 11.70                      |
| 378  | 24        | "Daughters"           | Tony Wharmby       | Steven D. Binder                                                    | 21 de maio de 2019      | 12.10                      |

### 17ª temporada: 2019–2020
| Seq. | Episódios | Título                 | Direção             | Escrito por                            | Data de exibição        | Audiência EUA (em milhões) |
| ---- | --------- | ---------------------- | ------------------- | -------------------------------------- | ----------------------- | -------------------------- |
| 379  | 1         | "Out of the Darkness"  | Terrence O'Hara     | Gina Lucita Monreal                    | 24 de setembro de 2019  | 12.57                      |
| 380  | 2         | "Into the Light"       | Tony Wharmby        | Steve D. Binder                        | 1 de outubro de 2019    | 12.51                      |
| 381  | 3         | "Going Mobile"         | Thomas J. Wright    | Scott A. Williams                      | 8 de outubro de 2019    | 11.19                      |
| 382  | 4         | "Someone Else's Shoes" | Michael Zinberg     | Christopher J. Waild                   | 15 de outubro de 2019   | 10.87                      |
| 383  | 5         | "Wide Awake"           | Diana Valentine     | Brendan Fehily                         | 22 de outubro de 2019   | 11.34                      |
| 384  | 6         | "Institutionalized"    | Tony Wharmby        | David J. North                         | 5 de novembro de 2019   | 10.88                      |
| 385  | 7         | "No Vacancy"           | Rocky Carroll       | Marco Schnabel                         | 12 de novembro de 2019  | 11.65                      |
| 386  | 8         | "Musical Chairs"       | Michael Zinberg     | Kate Torgovnick May                    | 19 de novembro de 2019  | 11.12                      |
| 387  | 9         | "IRL"                  | Terrence O'Hara     | Christopher J. Waild                   | 26 de novembro de 2019  | 11.06                      |
| 388  | 10        | "The North Pole"       | James Whitmore Jr.  | Gina Lucita Monreal                    | 17 de dezembro de 2019  | 11.10                      |
| 389  | 11        | "In the Wind"          | Rocky Carroll       | Scott Williams                         | 7 de janeiro de 2020    | 10.39                      |
| 390  | 12        | "Flight Plan"          | Tawnia McKiernan    | Brendan Fehily                         | 14 de janeiro de 2020   | 10.12                      |
| 391  | 13        | "Sound Off"            | William Webb        | Lisa Di Troll                          | 21 de janeiro de 2020   | 11.36                      |
| 392  | 14        | "On Fire"              | Mark Horowitz       | David J. North e Steven D. Binder      | 28 de janeiro de 2020   | 12.12                      |
| 393  | 15        | "Lonely Hearts"        | Michael Zinberg     | Marco Schnabel                         | 11 de fevereiro de 2020 | 11.75                      |
| 394  | 16        | "Ephemera"             | Diana Valentine     | Christopher J. Waild                   | 18 de fevereiro de 2020 | 11.91                      |
| 395  | 17        | "In a Nutshell"        | Michael Zinberg     | Katie White                            | 10 de março de 2020     | 10.75                      |
| 396  | 18        | "Schooled"             | Alrick Riley        | Kate Torgovnick May & Steven D. Binder | 24 de março de 2020     | 13.22                      |
| 397  | 19        | "Blarney"              | Rocky Carroll       | Scoot Williams                         | 31 de março de 2020     | 13.65                      |
| 398  | 20        | "The Arizona"          | James Withmore, Jr. | Gina Lucita Monreal                    | 14 de abril de 2020     | 13.49                      |

### 18ª temporada: 2020–2021
| Seq. | Episódios | Título                       | Direção            | Escrito por                                            | Data de exibição       | Audiência EUA (em milhões) |
| ---- | --------- | ---------------------------- | ------------------ | ------------------------------------------------------ | ---------------------- | -------------------------- |
| 399  | 1         | "Temporada do Esturjão"      | Michael Zinberg    | Scott Williams                                         | 17 de novembro de 2020 | 10,35                      |
| 400  | 2         | "Tudo começa em algum lugar" | Terrence O'Hara    | Steven D. Binder                                       | 24 de novembro de 2020 | 10,15                      |
| 401  | 3         | "Sangue e tesouro"           | Diana Valentine    | Christopher J. Walid                                   | 8 de dezembro de 2020  | 8,53                       |
| 402  | 4         | "Queimadura Solar"           | Rocky Carroll      | Marco Schnabel                                         | 19 de janeiro de 2021  | 9,63                       |
| 403  | 5         | "Cabeça da Cobra"            | Tawnia McKiernan   | Brendan Fehily e David J. North                        | 19 de janeiro de 2021  | 8,74                       |
| 404  | 6         | "1 mm"                       | Diana Valentine    | Gina Lucita Monreal                                    | 26 de janeiro de 2021  | 10,02                      |
| 405  | 7         | "O primeiro dia"             | James Whitmore Jr. | Margaret Rose Lester                                   | 9 de fevereiro de 2021 | 9,74                       |
| 406  | 8         | "Verdadeiro crente"          | Terrence O'Hara    | Jill Weinberger                                        | 2 de março de 2021     | 9,60                       |
| 407  | 9         | "Frio do inverno"            | Michael Zinberg    | Scott Williams                                         | 9 de março de 2021     | 9,77                       |
| 408  | 10        | "Cão de guarda"              | Diana Valentine    | Brendan Fehily e David J. North                        | 16 de março de 2021    | 9,98                       |
| 409  | 11        | "Soco intestinal"            | Rocky Carroll      | Christopher J. Waild                                   | 6 de abril de 2021     | 10,26                      |
| 410  | 12        | "Sangre"                     | James Whitmore Jr. | Marco Schnabel                                         | 27 de abril de 2021    | 8,56                       |
| 411  | 13        | "Ma Conduta"                 | Tawnia McKiernan   | Brendan Fehily e Margaret Rose Lester e David J. North | 4 de maio de 2021      | 9,70                       |
| 412  | 14        | "Melhorias Invisíveis"       | Diana Valentine    | Steven D. Binder e Scott Williams                      | 11 de maio de 2021     | 8,94                       |
| 413  | 15        | "Blown Away"                 | Michael Zinberg    | Marco Schnabel e Christopher J. Waild                  | 18 de maio de 2021     | 8,73                       |
| 414  | 16        | "Regra 91"                   | Diana Valentine    | David J. North e Brendan Fehily                        | 25 de maio de 2021     | 8,50                       |

### 19ª temporada: 2021–2022
| Seq. | Episódios | Título                      | Direção             | Escrito por                                                             | Data de exibição        | Audiência EUA (em milhões) |
| ---- | --------- | --------------------------- | ------------------- | ----------------------------------------------------------------------- | ----------------------- | -------------------------- |
| 415  | 1         | "Sangue na Água"            | Michael Zinberg     | Christopher Walid                                                       | 20 de setembro de 2021  | 8,45                       |
| 416  | 2         | "Quase Mortos"              | Terrence O'Hara     | Scott Williams                                                          | 27 de setembro de 2021  | 8,05                       |
| 417  | 3         | "Estrada para lugar nenhum" | Rocky Carroll       | Marco Schnabel                                                          | 4 de outubro de 2021    | 7,96                       |
| 418  | 4         | "Grande Abertura"           | Terrence O'Hara     | David North e Brenan Fehily                                             | 11 de outubro de 2021   | 7,66                       |
| 419  | 5         | "Enfrente o estranho"       | Diana Valentine     | Steven D. Binder                                                        | 18 de outubro de 2021   | 7,65                       |
| 420  | 6         | "Inicio Falso"              | James Whitmore, Jr. | Christopher J. Waild e Katherine Beattie                                | 1 de novembro de 2021   | 7,28                       |
| 421  | 7         | "Ancorado"                  | Michael Zinberg     | Yasemin Yilmaz e Marco Schnabel                                         | 8 de novembro de 2021   | 7,32                       |
| 422  | 8         | "Pacificador"               | Rocky Carroll       | Margaret Rose Lester e Scott Williams                                   | 29 de novembro de 2021  | 7,34                       |
| 423  | 9         | "Memória Coletiva"          | Leslie Libman       | Kimberly-Rose Wolter e David J. North                                   | 6 de dezembro de 2021   | 7,25                       |
| 424  | 10        | "Juramento de fidelidade"   | Rocky Carroll       | Brendan Fehily                                                          | 3 de janeiro de 2022    | 6,94                       |
| 425  | 11        | "Todas as mãos"             | Martha Mitchell     | Christopher J. Waild                                                    | 17 de janeiro de 2022   | 7,26                       |
| 426  | 12        | "Lutar ou fugir"            | James Whitmore Jr.  | Katherine Beattie                                                       | 24 de janeiro de 2022   | 7,79                       |
| 427  | 13        | "Os Ajudantes"              | Diana Valentim      | Brian Dietzen e Scott Williams                                          | 28 de fevereiro de 2022 | 7,12[carece de fontes?]    |
| 428  | 14        | "Primeiros Passos"          | Michael Zinberg     | Yasemin Yilmaz                                                          | 7 de março de 2022      | 7,43[carece de fontes?]    |
| 429  | 15        | "Grosso Como Ladrões"       | Terrence O'Hara     | Marco Schnabel                                                          | 14 de março de 2022     | 7,55[carece de fontes?]    |
| 430  | 16        | "O Despertar"               | Rocky Carroll       | Katie White                                                             | 21 de março de 2022     | 6,66[carece de fontes?]    |
| 431  | 17        | "Começando de novo"         | Michael Zinberg     | Margaret Rose Lester & Scott Williams                                   | 28 de março de 2022     | 6,83[carece de fontes?]    |
| 432  | 18        | "Última Dança"              | Terrence O'Hara     | Brendan Fehily & David J. North                                         | 18 de abril de 2022     | 6,34                       |
| 433  | 19        | "O Pacote de Pirralhos"     | Michael Zinberg     | Kimberly-Rose Wolter & Katherine Beattie                                | 2 de maio de 2022       | 7,27                       |
| 434  | 20        | "Tudo ou Nada"              | Tawnia McKiernan    | Story by : Marco Schnabel & Yasemin Yilmaz Teleplay by : Yasemin Yilmaz | 16 de maio de 2022      | 6,51                       |
| 435  | 21        | "Aves de uma pena"          | Terrence O'Hara     | Christopher J. Waild                                                    | 23 de maio de 2022      | TBA                        |

### 20ª temporada: 2022–2023
| Seq. | Episódios | Título                       | Direção                 | Escrito por                           | Data de exibição        | Audiência EUA (em milhões) |
| ---- | --------- | ---------------------------- | ----------------------- | ------------------------------------- | ----------------------- | -------------------------- |
| 436  | 1         | "Um assunto de família"      | Tawnia McKiernan        | Scott Williams                        | 19 de setembro de 2022  | 5,82                       |
| 437  | 2         | "Assuntos de pais"           | Tawnia McKiernan        | Scott Williams                        | 26 de setembro de 2022  | 6,11                       |
| 438  | 3         | "Desenterrar"                | Diana Valentim          | Yasemin Yilmaz                        | 3 de outubro de 2022    | 6,92                       |
| 439  | 4         | "Não deixe rastros"          | William Webb            | Chad Gomez Creasey                    | 10 de outubro de 2022   | 6.60                       |
| 440  | 5         | "Guardião"                   | James Whitmore Jr.      | Marco Schnabel                        | 17 de outubro de 2022   | 6.91                       |
| 441  | 6         | "O Bom Lutador"              | Jose Clemente Hernandez | Kimberly-Rose Wolter                  | 24 de outubro de 2022   | 6.97                       |
| 442  | 7         | "Amor Perdido"               | Rocky Carroll           | Brendan Fehily & David J. North       | 14 de novembro de 2022  | 6.44                       |
| 443  | 8         | "O Trote do Peru"            | Lionel Coleman          | Diona Reasonover & Scott Williams     | 21 de novembro de 2022  | 6.79                       |
| 444  | 9         | "Educação Superior"          | Claudia Yarmy           | Katherine Beattie                     | 5 de dezembro de 2022   | 6.43                       |
| 445  | 10        | "Too Many Cooks"             | Michael Zinberg         | Christopher J. Waild                  | 9 de janeiro de 2023    | 7.93                       |
| 446  | 11        | "Bridges"                    | Lionel Coleman          | Chad Gomez Creasey                    | 16 de janeiro de 2023   | 6.16                       |
| 447  | 12        | "Big Rig"                    | Rocky Carroll           | Marco Schnabel                        | 23 de janeiro de 2023   | 7.54                       |
| 448  | 13        | "Evil Eye"                   | Michael Zimberg         | Brendan Fehily & Kimberly-Rose Wolter | 6 de fevereiro de 2023  | 7.15                       |
| 449  | 14        | "Old Wounds"                 | Diana Valentine         | Brian Dietzen & Scott Williams        | 13 de fevereiro de 2023 | 7.05                       |
| 450  | 15        | "Unusual Suspects"           | James Whitmore Jr.      | Katherine Beattie                     | 27 de fevereiro de 2023 | 7.01                       |
| 451  | 16        | "Butterfly Effect"           | Tawnia McKiernan        | Christopher J. Waild                  | 13 de março de 2023     | 7.19                       |
| 452  | 17        | "Stranger in a Strange Land" | James Whitmore Jr.      | Chad Gomez Creasey                    | 20 de março de 2023     | 6.60                       |
| 453  | 18        | "Head Games"                 | Michael Zinberg         | Sydney Mitchell                       | 10 de abril de 2023     | 6.84                       |
| 454  | 19        | "In The Spotlight"           | Rocky Carroll           | Yasemin Yilmaz                        | 1 de maio de 2023       | 6.81                       |
| 455  | 20        | "Second Opinion"             | Tawnia McKiernan        | Marco Schnabel                        | 8 de maio de 2023       | 6.64                       |
| 456  | 21        | "Kompromat"                  | Lionel Coleman          | Scott Williams                        | 15 de maio de 2023      | 6.66                       |
| 457  | 22        | "Black Sky"                  | Diana Valentine         | Brendan Fehily & David J. North       | 22 de maio de 2023      | 6.73                       |

### 21ª temporada: 2024
| Seq. | Episódios | Título                        | Direção                 | Escrito por                                                               | Data de exibição        | Audiência EUA (em milhões) |
| ---- | --------- | ----------------------------- | ----------------------- | ------------------------------------------------------------------------- | ----------------------- | -------------------------- |
| 458  | 1         | "Algún Dia"                   | Diana Valentine         | Christopher J. Waild                                                      | 12 de fevereiro de 2024 | 7.32                       |
| 459  | 2         | "The Stories We Leave Behind" | Michael Zinberg         | Brian Dietzen & Scott Williams                                            | 19 de fevereiro de 2024 | 7.43                       |
| 460  | 3         | "Lifeline"                    | Rocky Carroll           | Marco Schnabel                                                            | 26 de fevereiro de 2024 | 7.00                       |
| 461  | 4         | "Left Unsaid"                 | Daniela Ruah            | Yasemin Yilmaz                                                            | 4 de março de 2024      | 6.91                       |
| 462  | 5         | "The Plan"                    | Lionel Coleman          | Katherine Beattie & Chad Gomez Creasey                                    | 25 de março de 2024     | 6.15                       |
| 463  | 6         | "Strange Invaders"            | Claudia Yarmy           | Gina Gold & Aurorae Khoo & Steven D. Binder                               | 1 de abril de 2024      | 5.90                       |
| 464  | 7         | "A Thousand Yards"            | Diana Valentine         | Christopher J. Waild                                                      | 15 de abril de 2024     | 6.70                       |
| 465  | 8         | "Heartless"                   | Michael Zinberg         | Sydney Mitchel & Brendan Fehily                                           | 22 de abril de 2024     | 6.29                       |
| 466  | 9         | "Prime Cut"                   | Diana Valentine         | Teleplay by: Marco Schnabel Story by: Chad Gomez Creasey & Marco Schnabel | 29 de abril de 2024     | 6.66                       |
| 467  | 10        | "Reef Madness"                | José Clemente Hernandez | Scott Williams                                                            | 6 de maio de 2024       | 6.84                       |

### 22ª temporada: 2024-2025
| Seq. | Episódios | Título                        | Direção                 | Escrito por                                                         | Data de exibição        | Audiência EUA (em milhões) |
| ---- | --------- | ----------------------------- | ----------------------- | ------------------------------------------------------------------- | ----------------------- | -------------------------- |
| 468  | 1         | "Ninho Vazio"                 | Diana Valentine         | Christopher J. Waild                                                | 14 de outubro de 2024   | 6.42                       |
| 470  | 3         | "O Problema com Hal"          | Michael Zinberg         | Scott Williams                                                      | 28 de outubro de 2024   | 4.92                       |
| 471  | 4         | "Paus e Pedras"               | James Whitmore Jr.      | Steven D. Binder                                                    | 4 de novembro de 2024   | 4.76                       |
| 472  | 5         | "Superando Tempos Difíceis"   | Tawnia McKiernan        | Matthew Lau                                                         | 11 de novembro de 2024  | 5.26                       |
| 473  | 6         | "Dia e Noite"                 | Rocky Carroll           | Amy Rutberg                                                         | 25 de novembro de 2024  | 4.92                       |
| 474  | 7         | "Cozido"                      | José Clemente Hernandez | Andrew Bartels                                                      | 2 de dezembro de 2024   | 5.62                       |
| 475  | 8         | "Fora de Controle"            | Diana Valentine         | Steven D. Binder & Scott Williams                                   | 9 de dezembro de 2024   | 4.89                       |
| 476  | 9         | "Incriminação"                | Lionel Coleman          | Christopher J. Waild                                                | 16 de dezembro de 2024  | 4.92                       |
| 477  | 10        | "O Confeiteiro"               | Rocky Carroll           | Andrew Bartels                                                      | 27 de janeiro de 2025   | 5.71                       |
| 478  | 11        | "Na Alegria e na Tristeza"    | Michael Zinberg         | Marco Schnabel                                                      | 3 de fevereiro de 2025  | 5.34                       |
| 479  | 12        | "Diversão e Jogos"            | James Whitmore Jr.      | Teleplay by : Matthew Lau & Steven D. Binder Story by : Matthew Lau | 10 de fevereiro de 2025 | 5.39                       |
| 480  | 13        | "Hostilidade"                 | José Clemente Hernandez | Sydney Mitchell                                                     | 24 de fevereiro de 2025 | 5.36                       |
| 481  | 14        | "Perto de Casa"               | Tawnia McKiernan        | Amy Rutberg                                                         | 3 de março de 2025      | 5.22                       |
| 482  | 15        | "A Luz da Lua"                | Marc Roskin             | Scott Williams                                                      | 24 de março de 2025     | 5.42                       |
| 483  | 16        | "Noite das Mulheres"          | Rocky Carroll           | Sydney Mitchel                                                      | 31 de março de 2025     | 5.28                       |
| 484  | 17        | "Instinto Assassino"          | Lionel Coleman          | Andrew Bartels                                                      | 14 de abril de 2025     | 5.07                       |
| 485  | 18        | "Depois da Tempestade"        | Diana Valentine         | Matthew Lau & Sydney Mitchel                                        | 21 de abril de 2025     | 5.80                       |
| 486  | 19        | "Diferenças Irreconciliáveis" | Michael Zinberg         | Christopher J. Waild                                                | 28 de abril de 2025     | 5.50                       |
| 487  | 20        | "Nexus"                       | José Clemente Hernandez | Marco Schnabel                                                      | 5 de maio de 2025       | 5.59                       |

## Audiência
#invoke:Gráfico de audiência

## Lançamento em DVD
| Temporadas | Região 1                | Região 2                | Região 4                | Nº de discos |
| ---------- | ----------------------- | ----------------------- | ----------------------- | ------------ |
| INT        | 17 de março de 2009     | 21 de junho de 2010     | 5 de agosto de 2010     | TBA          |
| 1          | 6 de junho de 2006      | 24 de julho de 2006     | 10 de agosto de 2006    | 6            |
| 2          | 14 de novembro de 2006  | 2 de outubro de 2006    | 12 de outubro de 2006   | 6            |
| 3          | 24 de abril de 2007     | 25 de junho de 2007     | 15 de março de 2007     | 6            |
| 4          | 23 de outubro de 2007   | 19 de maio de 2008      | 10 de julho de 2008     | 6            |
| 5          | 26 de agosto de 2008    | 22 de junho de 2009     | 7 de maio de 2009       | 5            |
| 6          | 25 de agosto de 2009    | 2 de agosto de 2010     | Predefinição:Start date | 6            |
| 7          | Predefinição:Start date | Predefinição:Start date | Predefinição:Start date | 6            |
| 8          | Predefinição:Start date | Predefinição:Start date | Predefinição:Start date | 6            |
| 9          | Predefinição:Start date | Predefinição:Start date | Predefinição:Start date | 6            |
| 10         | Predefinição:Start date | Predefinição:Start date | Predefinição:Start date | 6            |
| 11         | Predefinição:Start date | Predefinição:Start date | Predefinição:Start date | 6            |
| 12         | Predefinição:Start date | Predefinição:Start date | Predefinição:Start date | 6            |
| 13         | Predefinição:Start date | Predefinição:N/a        | Predefinição:Start date | 6            |
| 14         | Predefinição:Start date | Predefinição:N/a        | Predefinição:N/a        | 6            |

Predefinição:Referências
Predefinição:NCIS
1. ↑  «NCIS Cast and Details». TV Guide. Consultado em 22 de março de 2009
2. ↑  «No Title Found». Cbspressexpress.com. Consultado em 8 de julho de 2010. Arquivado do original em 1 de outubro de 2011
3. ↑  «Cbs Wins Tuesday In Viewers And Households». Cbspressexpress.com. Consultado em 8 de julho de 2010. Arquivado do original em 1 de outubro de 2011
4. ↑  http://www.cbspressexpress.com/div.php/cbs_network/release?id=5031
5. ↑  «Against Six Nights Of Baseball, Cbs Is A Solid Second». Cbspressexpress.com. 21 de outubro de 2003. Consultado em 8 de julho de 2010. Arquivado do original em 8 de julho de 2011
6. ↑  «With Baseball Done, Cbs Back To Number One!». Cbspressexpress.com. Consultado em 8 de julho de 2010[ligação inativa]
7. ↑  «CBS HAS ITS MOST WATCHED TUESDAY OF THE SEASON AND MATCHES HIGHS IN ADULTS 18-49 AND ADULTS 25-54». Cbspressexpress.com. Consultado em 8 de julho de 2010[ligação inativa]
8. ↑  «CBS PLACES FIRST IN VIEWERS, HOUSEHOLDS, ADULTS 25-54 AND SECOND IN ADULTS 18-49 FOR THE SECOND CONSECUTIVE WEEK». Cbspressexpress.com. Consultado em 8 de julho de 2010[ligação inativa]
9. ↑  «CBS KEEPS THE POST-SWEEPS MOMENTUM GOING, WINNING ITS FOURTH CONSECUTIVE WEEK IN VIEWERS, HOUSEHOLDS AND ADULTS 25-54 WHILE ALSO PLACING FIRST IN ADULTS 18-49». Cbspressexpress.com. Consultado em 8 de julho de 2010. Arquivado do original em 8 de julho de 2011
10. ↑  «Ho, Ho, Ho, Jerry Bruckheimer Steals The Week'S Show». Cbspressexpress.com. 23 de dezembro de 2003. Consultado em 8 de julho de 2010[ligação inativa]
11. ↑  «CBS PLACES FIRST IN VIEWERS FOR THE 12TH TIME IN 16 WEEKS». Cbspressexpress.com. Consultado em 8 de julho de 2010. Arquivado do original em 8 de julho de 2011
12. ↑  «Cbs Places First In Households And Strong Second In Viewers To Football-Driven Fox». Cbspressexpress.com. Consultado em 8 de julho de 2010. Arquivado do original em 8 de julho de 2011
13. ↑  «Cbs Enjoys A Very Jerry Week». Cbspressexpress.com. Consultado em 8 de julho de 2010[ligação inativa]
14. ↑  «Cbs Places First In Viewers For The Fourth Consecutive Week». Cbspressexpress.com. Consultado em 8 de julho de 2010[ligação inativa]
15. ↑  «WEEKLY PROGRAM RANKINGS». ABC Medianet. Consultado em 28 de setembro de 2010
16. ↑  «CBS IS FIRST IN VIEWERS AND HOUSEHOLDS AND SECOND IN ADULTS 25-54». Cbspressexpress.com. Consultado em 8 de julho de 2010. Arquivado do original em 8 de julho de 2011
17. ↑  «It'S A Mad, Mad, Mad Week!». Cbspressexpress.com. Consultado em 8 de julho de 2010[ligação inativa]
18. ↑  «CBS PLACES FIRST IN VIEWERS AND HOUSEHOLDS FOR THE SIXTH CONSECUTIVE WEEK AND FOR THE 10TH TIME IN THE PAST 11 WEEKS». Cbspressexpress.com. Consultado em 8 de julho de 2010[ligação inativa]
19. ↑  «"Csi" Rules The Week'S Ratings». Cbspressexpress.com. Consultado em 8 de julho de 2010[ligação inativa]
20. ↑  «WEEKLY PROGRAM RANKINGS». ABC Medianet. Consultado em 28 de setembro de 2010
21. ↑  «CBS WINS ITS 24TH WEEK OF THE SEASON, MORE THAN TWICE THE AMOUNT OF WEEKLY WINS OF THE OTHER NETWORKS COMBINED». Cbspressexpress.com. Consultado em 8 de julho de 2010[ligação inativa]
22. ↑  «CBS PLACES FIRST IN VIEWERS FOR THE 25TH WEEK THIS SEASON». Cbspressexpress.com. Consultado em 8 de julho de 2010[ligação inativa]
23. ↑  «Cbs'S Comedies And Dramas Dominate The Week'S Scripted Programming». Cbspressexpress.com. Consultado em 8 de julho de 2010[ligação inativa]
24. ↑  «CBS PLACES FIRST IN VIEWERS FOR THE SECOND CONSECUTIVE WEEK IN THE NEW SEASON». CBS PressExpress. 5 de outubro de 2004. Consultado em 13 de novembro de 2009[ligação inativa]
25. ↑  «CBS PLACES FIRST IN VIEWERS FOR THE THIRD CONSECUTIVE WEEK». CBS PressExpress. 12 de outubro de 2004. Consultado em 13 de novembro de 2009[ligação inativa]
26. ↑  «CBS PLACES FIRST IN VIEWERS FOR THE FOURTH CONSECUTIVE WEEK». CBS PressExpress. 19 de outubro de 2004. Consultado em 13 de novembro de 2009[ligação inativa]
27. ↑  «CBS PLACES A STRONG SECOND IN VIEWERS, ADULTS 18-49 AND ADULTS 25-54 BEHIND SIX NIGHTS OF BASEBALL ON FOX». CBS PressExpress. 26 de outubro de 2004. Consultado em 13 de novembro de 2009[ligação inativa]
28. ↑  «CBS PLACES FIRST IN VIEWERS FOR THE FIFTH TIME IN SIX WEEKS AND FIRST IN ADULTS 18-49 FOR THE THIRD TIME THIS SEASON». CBS PressExpress. 3 de novembro de 2004. Consultado em 13 de novembro de 2009[ligação inativa]
29. ↑  «CBS CONTINUES TO SWEEP UP». CBS PressExpress. 23 de novembro de 2004. Consultado em 13 de novembro de 2009[ligação inativa]
30. ↑  «CBS WINS THE WEEK IN VIEWERS, ADULTS 18-49 AND ADULTS 25-54». CBS PressExpress. 30 de novembro de 2004. Consultado em 13 de novembro de 2009[ligação inativa]
31. ↑  «CBS PLACES FIRST IN VIEWERS, ADULTS 18-49 AND ADULTS 25-54 FOR THE FOURTH CONSECUTIVE WEEK». CBS PressExpress. 7 de dezembro de 2004. Consultado em 13 de novembro de 2009[ligação inativa]
32. ↑  «CBS KEEPS THE STREAK GOING». CBS PressExpress. 14 de dezembro de 2004. Consultado em 13 de novembro de 2009[ligação inativa]
33. ↑  «CBS ENTERS A NEW DIMENSION, GOING WHERE IT HAS NEVER GONE BEFORE». CBS PressExpress. 21 de dezembro de 2004. Consultado em 13 de novembro de 2009[ligação inativa]
34. ↑  «CBS WINS THE WEEK IN VIEWERS, ADULTS 25-54 AND IS JUST -0.1 RATING POINT BEHIND FIRST IN ADULTS 18-49». CBS PressExpress. 19 de janeiro de 2005. Consultado em 13 de novembro de 2009[ligação inativa]
35. ↑  «FOOTBALL + NUMB3RS = CBS VICTORY IN ALL KEY RATINGS CATEGORIES». CBS PressExpress. 25 de janeiro de 2005. Consultado em 13 de novembro de 2009[ligação inativa]
36. ↑  «CBS SCHOOLS THE COMPETITION». CBS PressExpress. 15 de fevereiro de 2005. Consultado em 13 de novembro de 2009[ligação inativa]
37. ↑  «CBS PLACES FIRST IN VIEWERS AND ADULTS 25-54». CBS PressExpress. 23 de fevereiro de 2005. Consultado em 13 de novembro de 2009[ligação inativa]
38. ↑  «"CSI" IS THE WEEK'S TOP SCRIPTED PROGRAM IN VIEWERS AND KEY DEMOGRAPHICS». CBS PressExpress. 1 de março de 2005. Consultado em 13 de novembro de 2009[ligação inativa]
39. ↑  «REPEAT PERFORMANCE». CBS PressExpress. 8 de março de 2005. Consultado em 13 de novembro de 2009[ligação inativa]
40. ↑  «IT'S A SLAM DUNK FOR CBS». CBS PressExpress. 29 de março de 2005. Consultado em 13 de novembro de 2009[ligação inativa]
41. ↑  «CBS WINS IN VIEWERS, ADULTS 18-49 AND ADULTS 25-54 FOR THE SECOND CONSECUTIVE WEEK». CBS PressExpress. 5 de abril de 2005. Consultado em 13 de novembro de 2009[ligação inativa]
42. ↑  «CBS PLACES FIRST IN VIEWERS FOR THE SEVENTH CONSECUTIVE WEEK AND FIRST IN ADULTS 25-54 FOR THE FIFTH STRAIGHT WEEK». CBS PressExpress. 19 de abril de 2005. Consultado em 13 de novembro de 2009[ligação inativa]
43. ↑  «CBS PLACES FIRST IN VIEWERS FOR THE NINTH STRAIGHT WEEK». CBS PressExpress. 3 de maio de 2005. Consultado em 13 de novembro de 2009[ligação inativa]
44. ↑  «CBS WINNING STREAK HITS 10». CBS PressExpress. 10 de maio de 2005. Consultado em 13 de novembro de 2009[ligação inativa]
45. ↑  «CBS PLACES FIRST IN VIEWERS AND ADULTS 18-49 BY ITS LARGEST MARGINS OF THE SEASON». CBS PressExpress. 17 de maio de 2005. Consultado em 13 de novembro de 2009[ligação inativa]
46. ↑  «"CSI: MIAMI" IS THE TOP SCRIPTED PROGRAM IN A WEEK THAT INCLUDES THE FINAL THREE DAYS OF THE 2004-2005 SEASON». CBS PressExpress. 2 de junho de 2005. Consultado em 13 de novembro de 2009[ligação inativa]
47. ↑  «CBS BEGINS THE 2005-2006 SEASON THE WAY IT ENDED LAST YEAR: IN FIRST». CBS PressExpress. 27 de setembro de 2005. Consultado em 13 de novembro de 2009
48. ↑  «CBS IS AMERICA'S MOST WATCHED NETWORK FOR THE SECOND CONSECUTIVE WEEK OF THE NEW SEASON». CBS PressExpress. 4 de outubro de 2005. Consultado em 13 de novembro de 2009[ligação inativa]
49. ↑  «AND THE STREAK GOES ON...». CBS PressExpress. 11 de outubro de 2005. Consultado em 13 de novembro de 2009[ligação inativa]
50. ↑  «CBS SWEEPS THE WEEK IN ALL KEY MEASURES PLACING FIRST IN ADULTS 18-49, ADULTS 25-54 AND VIEWERS». CBS PressExpress. 18 de outubro de 2005. Consultado em 13 de novembro de 2009[ligação inativa]
51. ↑  «CBS WINNING STREAK EXTENDS TO KEY DEMOS». CBS PressExpress. 25 de outubro de 2005. Consultado em 13 de novembro de 2009[ligação inativa]
52. ↑  «CBS STREAKS ON!». CBS PressExpress. 1 de novembro de 2005. Consultado em 13 de novembro de 2009[ligação inativa]
53. ↑  «CBS MOVES INTO FIRST PLACE (TIE) IN ADULTS 18-49 FOR THE SEASON WHILE CONTINUING TO DOMINATE IN VIEWERS AND ADULTS 25-54». CBS PressExpress. 8 de novembro de 2005. Consultado em 13 de novembro de 2009[ligação inativa]
54. ↑  «CBS POSTS AN ACROSS-THE-BOARD VICTORY». CBS PressExpress. 15 de novembro de 2005. Consultado em 13 de novembro de 2009[ligação inativa]
55. ↑  «THE SEASON...THE NOVEMBER SWEEP: CBS IS FIRST IN VIEWERS, ADULTS 18-49 AND ADULTS 25-54». CBS PressExpress. 29 de novembro de 2005. Consultado em 13 de novembro de 2009[ligação inativa]
56. ↑  «IN ANOTHER VIEWER VICTORY, CBS SPREADS THE WEALTH AS 9 PROGRAMS POST SERIES OR SEASON HIGH RATINGS». CBS PressExpress. 6 de dezembro de 2005. Consultado em 13 de novembro de 2009[ligação inativa]
57. ↑  «CBS MAKES IT A LUCKY 13!». CBS PressExpress. 20 de dezembro de 2005. Consultado em 13 de novembro de 2009[ligação inativa]
58. ↑  «SWEET 16!». CBS PressExpress. 18 de janeiro de 2006. Consultado em 13 de novembro de 2009[ligação inativa]
59. ↑  «CBS SPORTS' COVERAGE OF THE AFC CHAMPIONSHIP (PITTSBURGH STEELERS AT DENVER BRONCOS) ATTRACTS 39 MILLION VIEWERS». CBS PressExpress. 24 de janeiro de 2006. Consultado em 28 de novembro de 2009[ligação inativa]
60. ↑  «CBS PLACES FIRST IN VIEWERS FOR THE 17TH TIME IN 19 WEEKS». CBS PressExpress. 31 de janeiro de 2006. Consultado em 28 de novembro de 2009[ligação inativa]
61. ↑  «CBS PLACES SECOND IN A WEEK THAT INCLUDED THE FIRST THREE NIGHTS OF THE WINTER OLYMPICS». CBS PressExpress. 14 de fevereiro de 2006. Consultado em 28 de novembro de 2009[ligação inativa]
62. ↑  «CBS HAS THE TOP FOUR SCRIPTED PROGRAMS OF THE WEEK». CBS PressExpress. 7 de março de 2006. Consultado em 15 de novembro de 2009[ligação inativa]
63. ↑  «CBS PLACES A SOLID SECOND IN VIEWERS, ADULTS 18-49». CBS PressExpress. 14 de março de 2006. Consultado em 15 de novembro de 2009[ligação inativa]
64. ↑  «MID-SEASON HITS "THE NEW ADVENTURES OF OLD CHRISTINE" AND "THE UNIT," COLLEGE HOOPS LEAD CBS TO FIRST PLACE FINISH IN VIEWERS AND SECOND IN KEY DEMOGRAPHICS». CBS PressExpress. 21 de março de 2006. Consultado em 15 de novembro de 2009[ligação inativa]
65. ↑  «CBS PLACES FIRST IN VIEWERS FOR THE FOURTH CONSECUTIVE WEEK». CBS PressExpress. 11 de abril de 2006. Consultado em 15 de novembro de 2009[ligação inativa]
66. ↑  «CBS places first in viewers for sixth consecutive week». CBS. The Futon Critic. 26 de abril de 2006. Consultado em 7 de maio de 2010
67. ↑  «CBS'S TOTAL VIEWER WINNING STREAK HITS SEVEN». CBS PressExpress. 2 de maio de 2006. Consultado em 14 de novembro de 2009[ligação inativa]
68. ↑  «CBS'S VIEWER WINNING STREAK REACHES 8 WEEKS». CBS PressExpress. 9 de maio de 2006. Consultado em 14 de novembro de 2009[ligação inativa]
69. ↑  «CBS STREAKING TO THE SEASON'S FINISH LINE WITH ITS NINTH CONSECUTIVE WEEKLY WIN IN VIEWERS». CBS PressExpress. 16 de maio de 2006. Consultado em 14 de novembro de 2009[ligação inativa]
70. ↑  «CBS places first in the last full week of the season extending its winning streak to 10». CBS. The Futon Critic. 23 de abril de 2006. Consultado em 7 de maio de 2010
71. ↑  «"NCIS" AND "THE UNIT" POST WEEK-TO-WEEK INCREASES IN VIEWERS AND KEY DEMOGRAPHICS». CBS Press Express. 27 de setembro de 2006. Consultado em 13 de novembro de 2009[ligação inativa]
72. ↑  «CBS MAKES IT TWO STRAIGHT WINS IN VIEWERS AND ADULTS 25-54». CBS Press Express. 3 de outubro de 2006. Consultado em 13 de novembro de 2009[ligação inativa]
73. ↑  «CBS STARTS THE SEASON 3 FOR 3 IN VIEWERS AND ADULTS 25-54». CBS Press Express. 10 de outubro de 2006. Consultado em 13 de novembro de 2009[ligação inativa]
74. ↑  «CBS NUMBER ONE FOR THE WEEK IN ALL KEY MEASURES». CBS Press Express. 17 de outubro de 2006. Consultado em 13 de novembro de 2009[ligação inativa]
75. ↑  «CBS'S WINNING STREAK IN VIEWERS AND ADULTS 25-54 HITS FIVE WEEKS». CBS Press Express. 24 de outubro de 2006. Consultado em 13 de novembro de 2009[ligação inativa]
76. ↑  «CBS ROLLS A LUCKY 7». CBS Press Express. 7 de novembro de 2006. Consultado em 13 de novembro de 2009[ligação inativa]
77. ↑  «CBS IS NOW 8 FOR 8». CBS Press Express. 14 de novembro de 2006. Consultado em 13 de novembro de 2009[ligação inativa]
78. ↑  «CBS MAKES IT 9 FOR 9». CBS Press Express. 22 de novembro de 2006. Consultado em 13 de novembro de 2009[ligação inativa]
79. ↑  «CBS GIVES THANKS FOR ITS 10TH CONSECUTIVE WEEKLY WIN». CBS Press Express. 28 de novembro de 2006. Consultado em 13 de novembro de 2009[ligação inativa]
80. ↑  «"NCIS" HITS A SEASON HIGH IN VIEWERSHIP FOR THE SECOND CONSECUTIVE WEEK». CBS Press Express. 29 de novembro de 2006. Consultado em 13 de novembro de 2009[ligação inativa]
81. ↑  «CBS ROLLS A LUCKY 13». CBS Press Express. 19 de dezembro de 2006. Consultado em 13 de novembro de 2009[ligação inativa]
82. ↑  «CBS WINS THE WEEK WITH THE BEST VIEWER DELIVERY BY ANY NETWORK THIS SEASON AND BEST BY ANY NETWORK IN NEARLY A YEAR». CBS Press Express. 23 de janeiro de 2007. Consultado em 13 de novembro de 2009[ligação inativa]
83. ↑  «CBS HAS FIVE OF THE TOP 10 SHOWS OF THE WEEK». CBS Press Express. 30 de janeiro de 2007. Consultado em 13 de novembro de 2009[ligação inativa]
84. ↑  «CBS PLACES FIRST FOR THE WEEK IN VIEWERS AND ADULTS 25-54». CBS Press Express. 13 de fevereiro de 2007. Consultado em 13 de novembro de 2009[ligação inativa]
85. ↑  «CBS WINS THE WEEK IN VIEWERS». CBS Press Express. 21 de fevereiro de 2007. Consultado em 13 de novembro de 2009[ligação inativa]
86. ↑  «CBS WINS FEBRUARY SWEEP IN VIEWERS AND ADULTS 25-54». CBS Press Express. 1 de março de 2007. Consultado em 13 de novembro de 2009
87. ↑  «CBS PLACES SECOND FOR THE WEEK IN VIEWERS AND KEY DEMOGRAPHICS». CBS Press Express. 6 de março de 2007. Consultado em 13 de novembro de 2009[ligação inativa]
88. ↑  «CBS PLACES FIRST IN VIEWERS; SECOND IN ADULTS 18-49 AND ADULTS 25-54». CBS Press Express. 27 de março de 2007. Consultado em 13 de novembro de 2009
89. ↑  «CBS SLAM DUNKS ITS WAY TO A WEEKLY WIN IN VIEWERS». CBS Press Express. 10 de abril de 2007. Consultado em 13 de novembro de 2009[ligação inativa]
90. ↑  «A "KING" AND A "SHARK" PACE CBS TO A WEEKLY WIN IN VIEWERS». CBS Press Express. 17 de abril de 2007. Consultado em 13 de novembro de 2009[ligação inativa]
91. ↑  «CBS WEEKLY RATING HIGHLIGHTS». CBS Press Express. 1 de maio de 2007. Consultado em 13 de novembro de 2009[ligação inativa]
92. ↑  «CBS PLACES FIRST IN VIEWERS WITH 11 OF THE WEEK'S TOP 20 PROGRAMS -- MORE THAN THE OTHER NETWORKS COMBINED». CBS Press Express. 8 de maio de 2007. Consultado em 13 de novembro de 2009[ligação inativa]
93. ↑  «CBS PLACES FIRST IN VIEWERS AND ADULTS 25-54». CBS Press Express. 15 de maio de 2007. Consultado em 13 de novembro de 2009[ligação inativa]
94. ↑  «THE SEASON FINALE OF "NCIS" IS THE WEEK'S NUMBER ONE SCRIPTED PROGRAM, DELIVERING MORE VIEWERS THAN THE FINALES OF "HEROES," "24" AND "LOST"». CBS Press Express. 30 de maio de 2007. Consultado em 13 de novembro de 2009[ligação inativa]
95. ↑  «THE EIGHTH SEASON PREMIERE OF "CSI" IS THE NUMBER ONE SHOW OF THE WEEK». CBS PressExpress. 2 de outubro de 2007. Consultado em 13 de novembro de 2009[ligação inativa]
96. ↑  «CBS WINS WEEK TWO IN VIEWERS AND ADULTS 25-54». CBS PressExpress. 9 de outubro de 2007. Consultado em 13 de novembro de 2009[ligação inativa]
97. ↑  «CBS COMPLETES A TRIFECTA IN WEEK THREE». CBS PressExpress. 16 de outubro de 2007. Consultado em 13 de novembro de 2009[ligação inativa]
98. ↑  «A WEEK OF GROWTH FOR A DOZEN CBS PROGRAMS». CBS PressExpress. 23 de outubro de 2007. Consultado em 13 de novembro de 2009. Arquivado do original em 25 de outubro de 2007
99. ↑  «CBS'S RATINGS IN A MOST ATYPICAL WEEK THAT INCLUDED FOUR WORLD SERIES GAMES». CBS PressExpress. 30 de outubro de 2007. Consultado em 13 de novembro de 2009
100. ↑  «CBS PLACES FIRST IN VIEWERS AND ADULTS 25-54; STRONG SECOND IN ADULTS 18-49». CBS PressExpress. 6 de novembro de 2007. Consultado em 13 de novembro de 2009
101. ↑  «"CSI"/"WITHOUT A TRACE" CROSSOVER EPISODES ARE NUMBER ONE AND NUMBER TWO IN WEEKLY RATINGS». CBS PressExpress. 13 de novembro de 2007. Consultado em 13 de novembro de 2009[ligação inativa]
102. ↑  «CBS WINS THE WEEK IN VIEWERS WITH SIX OF THE TOP 10 PROGRAMS». CBS PressExpress. 20 de novembro de 2007. Consultado em 13 de novembro de 2009
103. ↑  «CBS GIVES THANKS FOR ANOTHER WEEKLY WIN IN VIEWERS». CBS PressExpress. 27 de novembro de 2007. Consultado em 13 de novembro de 2009
104. ↑  «"TWO AND A HALF MEN" HITS SEASON HIGH RATINGS IN VIEWERS, MATCHES BEST ADULT 18-49 RATING AND TOPS "SAMANTHA WHO" IN FIRST HEAD-TO-HEAD FIRST RUN MATCHUP». CBS PressExpress. 4 de dezembro de 2007. Consultado em 13 de novembro de 2009
105. ↑  «CBS HAS THE WEEK'S TOP FOUR SCRIPTED PROGRAMS». CBS PressExpress. 23 de janeiro de 2008. Consultado em 13 de novembro de 2009[ligação inativa]
106. ↑  «CBS's SCRIPTED SERIES REMAIN STRONG IN THEIR FIRST-RUN RETURN». CBS PressExpress. 15 de abril de 2008. Consultado em 13 de novembro de 2009
107. ↑  «CBS's SCRIPTED PROGRAMS DOMINATE SERIES PROGRAMMING». CBS PressExpress. 22 de abril de 2008. Consultado em 13 de novembro de 2009
108. ↑  «CBS RECLAIMS NUMBER ONE SPOT AMONG VIEWERS». CBS PressExpress. 29 de abril de 2008. Consultado em 13 de novembro de 2009[ligação inativa]
109. ↑  «CBS IS NUMBER ONE IN VIEWERS FOR THE SECOND CONSECUTIVE WEEK». CBS PressExpress. 6 de maio de 2008. Consultado em 13 de novembro de 2009[ligação inativa]
110. ↑  «CBS IS NUMBER ONE AMONG VIEWERS FOR THE THIRD CONSECUTIVE WEEK AND THE FOURTH TIME IN THE LAST SIX». CBS PressExpress. 13 de maio de 2008. Consultado em 13 de novembro de 2009
111. ↑  «CBS WINS MAY SWEEP». CBS PressExpress. 20 de maio de 2008. Consultado em 13 de novembro de 2009
112. 1 2  «CBS HAS 7 OF THE TOP 10 SCRIPTED PROGRAMS FOR THE THIRD STRAIGHT WEEK». CBS PressExpress. 28 de maio de 2008. Consultado em 13 de novembro de 2009
113. ↑  Gorman, Bill (24 de setembro de 2008). «CBS WINS PREMIERE TUESDAY WITH ITS LARGEST AUDIENCE ON THE NIGHT SINCE 2001». TVbytheNumbers. Consultado em 30 de novembro de 2010. Arquivado do original em 4 de novembro de 2012
114. ↑  Seidman, Robert (1 de outubro de 2008). «CBS WINS TUESDAY IN VIEWERS FOR THE SECOND CONSECUTIVE WEEK ; CBS Spin». TVbytheNumbers. Consultado em 30 de novembro de 2010. Arquivado do original em 4 de novembro de 2012
115. ↑  Gorman, Bill (8 de outubro de 2008). «"NCIS" WINS ITS TIME PERIOD IN VIEWERS AND KEY DEMOS». TVbytheNumbers. Consultado em 30 de novembro de 2010[ligação inativa]
116. ↑  Gorman, Bill (15 de outubro de 2008). «CBS WINS TUESDAY FOR THE FOURTH CONSECUTIVE WEEK». TVbytheNumbers. Consultado em 30 de novembro de 2010. Arquivado do original em 18 de abril de 2012
117. ↑  Gorman, Bill (22 de outubro de 2008). «CBS WINS TUESDAY FOR THE FIFTH CONSECUTIVE WEEK». TVbytheNumbers. Consultado em 30 de novembro de 2010. Arquivado do original em 8 de dezembro de 2010
118. ↑  Gorman, Bill (29 de outubro de 2008). «CBS WINS SIXTH CONSECUTIVE TUESDAY IN VIEWERS». TVbytheNumbers. Consultado em 30 de novembro de 2010. Arquivado do original em 24 de outubro de 2012
119. ↑  Gorman, Bill (12 de novembro de 2008). «In its Sixth Season, "NCIS" Soars to Series Best 18.8 Million Viewers». TVbytheNumbers. Consultado em 30 de novembro de 2010. Arquivado do original em 4 de novembro de 2012
120. ↑  Gorman, Bill (19 de novembro de 2008). «CBS CONTINUES TUESDAY WINNING STREAK». TVbytheNumbers. Consultado em 30 de novembro de 2010[ligação inativa]
121. ↑  Seidman, Robert (26 de novembro de 2008). «Tuesday Ratings: Brooke Burke Wins 'Dancing With the Stars'». TVbytheNumbers. Consultado em 30 de novembro de 2010. Arquivado do original em 22 de outubro de 2012
122. ↑  Seidman, Robert (3 de dezembro de 2008). «Updated Tuesday Night: The Mentalist soars to new highs, Fox takes demos». TVbytheNumbers. Consultado em 30 de novembro de 2010. Arquivado do original em 1 de julho de 2011
123. ↑  Seidman, Robert (17 de dezembro de 2008). «Tuesday Nielsen Ratings: Mediocre Debut for "Momma's Boys"?». TVbytheNumbers. Consultado em 30 de novembro de 2010. Arquivado do original em 3 de outubro de 2012
124. ↑  Gorman, Bill (7 de janeiro de 2009). «Tuesday Ratings: CBS Tops Viewers, NBC's Biggest Loser Weighty in the Demos». TVbytheNumbers. Consultado em 30 de novembro de 2010
125. ↑  Gorman, Bill (14 de janeiro de 2009). «Tuesday Ratings: American Idol Dominates the Night, But CBS Stays Strong». TVbytheNumbers. Consultado em 30 de novembro de 2010
126. ↑  Seidman, Robert (28 de janeiro de 2009). «Tuesday Ratings: Fringe Benefits?». TVbytheNumbers. Consultado em 30 de novembro de 2010
127. ↑  Gorman, Bill (11 de fevereiro de 2009). «Tuesday Ratings: American Idol, Fringe Lead Fox Sweep; CBS, NBC Fight For #2». TVbytheNumbers. Consultado em 30 de novembro de 2010
128. ↑  Seidman, Robert (18 de fevereiro de 2009). «Tuesday Ratings: American Idol wins again, ABC should be ashamed!». TVbytheNumbers. Consultado em 30 de novembro de 2010
129. ↑  Gorman, Bill (25 de fevereiro de 2009). «Tuesday Ratings: NCIS & Biggest Loser Capture Audiences for Presidential Address». TVbytheNumbers. Consultado em 30 de novembro de 2010
130. ↑  Gorman, Bill (18 de março de 2009). «Updated:Tuesday Ratings: American Idol Crushes Dancing In Reality Clash». TVbytheNumbers. Consultado em 30 de novembro de 2010
131. ↑  Gorman, Bill (25 de março de 2009). «Updated Tuesday Ratings: Obama News Conference, Biggest Loser Lead NBC Demo Wins». TVbytheNumbers. Consultado em 30 de novembro de 2010
132. ↑  Gorman, Bill (1 de abril de 2009). «Tuesday Ratings: Cupid Premiere Weak; Osbournes Does Better; Woz Off Dancing». TVbytheNumbers. Consultado em 30 de novembro de 2010
133. ↑  Gorman, Bill (8 de abril de 2009). «Tuesday Ratings: Fringe Returns Even, Cupid Misses Badly». TVbytheNumbers. Consultado em 30 de novembro de 2010
134. ↑  Gorman, Bill (29 de abril de 2009). «Typical Tuesday Ratings: Idol, Fringe Dominate, Cupid's Wings Clipped». TVbytheNumbers. Consultado em 30 de novembro de 2010
135. ↑  Gorman, Bill (7 de maio de 2009). «Same Ol' Tuesday Ratings: Fox Wins; Better Off Ted's Dead». TVbytheNumbers. Consultado em 30 de novembro de 2010
136. ↑  Gorman, Bill (13 de maio de 2009). «Tuesday Ratings: Biggest Loser Finale Goes Large; Fox Still Wins». TVbytheNumbers. Consultado em 30 de novembro de 2010
137. ↑  Gorman, Bill (20 de maio de 2009). «Tuesday Ratings: Fox Gleeful As Idol, Glee Top Dancing, NCIS, Mentalist Finales». TVbytheNumbers. Consultado em 30 de novembro de 2010
138. ↑  Gorman, Bill (12 de outubro de 2009). «Dollhouse Premiere 18-49 Rating Increases To A 1.5 Via DVR; Hopeful or Futile?». TVbytheNumbers. Consultado em 30 de novembro de 2010
139. ↑  Robert Seidman (30 de setembro de 2009). «CTV Ratings: Sunday Night Football, Grey's win week with adults 18-49; NCIS leads with total viewers». TVbytheNumbers. Consultado em 16 de fevereiro de 2010
140. ↑  Robert Seidman (7 de outubro de 2009). «TV Ratings: Once again, Sunday Night Football, House, Grey's win week with adults 18-49; NCIS leads with total viewers». TVbytheNumbers. Consultado em 16 de fevereiro de 2010
141. ↑  Robert Seidman (20 de outubro de 2009). «TV Ratings: Yet again Sunday Night Football, House, Grey's win week with adults 18-49; NCIS leads with total viewers». TVbytheNumbers. Consultado em 16 de fevereiro de 2010
142. ↑  Robert Seidman (27 de outubro de 2009). «TV Ratings: NFL and Grey's, TBBT win week with adults 18-49; NCIS, DWTS and NCIS: Los Angeles lead with total viewers». TVbytheNumbers. Consultado em 16 de fevereiro de 2010
143. ↑  Robert Seidman (10 de novembro de 2009). «TV Ratings: V premiere bests Grey's Anatomy; NFL and MLB top weekly charts». TVbytheNumbers. Consultado em 16 de fevereiro de 2010
144. ↑  Robert Seidman (18 de novembro de 2009). «TV Ratings: Sunday Night Football, Grey's Anatomy, NCIS; top weekly broadcast charts». TVbytheNumbers. Consultado em 16 de fevereiro de 2010
145. ↑  Seidman, Robert (18 de novembro de 2009). «TV Ratings: Sunday Night Football, AMAs, Grey's, Big Bang, House and NCIS top weekly broadcast charts». TVbythenumbers.com. Consultado em 16 de fevereiro de 2010
146. ↑  Robert Seidman (2 de dezembro de 2009). «TV Ratings: Sunday Night Football Big Bang, Dancing With the Stars and NCIS top weekly broadcast charts». TVbytheNumbers. Consultado em 16 de fevereiro de 2010
147. ↑  Robert Seidman (22 de dezembro de 2009). «TV Ratings: New episodes of Big Bang Theory, Two and a Half Men, Survivor and NCIS propel CBS to top of charts». TVbytheNumbers. Consultado em 16 de fevereiro de 2010
148. ↑  «HIGHEST-RATED TUESDAY AND FRIDAY, PEOPLE CHOICE AWARDS PACE CBS WEEKLY RATINGS». CBS PressExpress. 12 de janeiro de 2010. Consultado em 13 de janeiro de 2010
149. ↑  «TV Ratings: American Idol, Indianapolis Colts, NCIS and The Big Bang Theory top weekly viewing - TV Ratings, Nielsen Ratings, Television Show Ratings». TVbytheNumbers. Consultado em 14 de junho de 2010
150. ↑  «TV Ratings: Grammy Awards, American Idol, House and NCIS top weekly viewing - TV Ratings, Nielsen Ratings, Television Show Ratings». TVbytheNumbers. Consultado em 14 de junho de 2010
151. ↑  «TV Ratings: Super Bowl XLIV, Post Game and Undercover Boss Dominate Weekly Viewing - TV Ratings, Nielsen Ratings, Television Show Ratings». TVbytheNumbers. Consultado em 14 de junho de 2010
152. ↑  «TV Ratings Top 25: Olympics and American Idol Battle For Weekly Supremacy». TVbytheNumbers. 17 de fevereiro de 2010. Consultado em 26 de fevereiro de 2010
153. ↑  «NCIS Roars Back With Nearly 20 Million Viewers Opposite Two-Hour American Idol - TV Ratings, Nielsen Ratings, Television Show Ratings». TVbytheNumbers. 3 de março de 2010. Consultado em 14 de junho de 2010
154. ↑  «TV Ratings Top 25: American Idol, Big Bang Theory, NCIS Top Weekly Broadcast Charts - TV Ratings, Nielsen Ratings, Television Show Ratings». TVbytheNumbers. Consultado em 14 de junho de 2010
155. ↑  «TV Ratings Top 25: American Idol, NCIS, Undercover Boss, House Top Weekly Broadcast Charts - TV Ratings, Nielsen Ratings, Television Show Ratings». TVbytheNumbers. Consultado em 14 de junho de 2010
156. ↑  Robert Seidman (7 de abril de 2010). «Broadcast Finals: "Lost," "NCIS," "NCIS: LA" Tick Up; "V," "The Good Wife" Tick Down». TVbytheNumbers. Consultado em 7 de abril de 2010
157. ↑  «Broadcast Finals Tuesday: Idol, Dancing, NCIS Adjusted Up; Glee Adjusted Down». TVbytheNumbers. 28 de abril de 2010. Consultado em 28 de abril de 2010
158. ↑  «Broadcast Finals Tuesday: Idol, Lost, 90210  Adjusted Up; Good Wife, V, Parenthood  Adjusted Down». 5 de maio de 2010. Consultado em 5 de maio de 2010
159. ↑  «TV Ratings: Idol Leads Fox Win; NCIS Pair, Good Wife, Biggest Loser, Parenthood, Dancing, V Up». 12 de maio de 2010. Consultado em 12 de maio de 2010
160. ↑  «TV Ratings: Idol, Glee Win Again, Lost Up, V Finale Down». 19 de maio de 2010. Consultado em 19 de maio de 2010
161. ↑  «TV Ratings Top 25: American Idol, Big Bang Theory, Two And A Half Men Top 18-49 Ratings». TVbytheNumbers. 2 de junho de 2010. Consultado em 2 de junho de 2010
162. ↑  Seidman, Robert (28 de setembro de 2010). «TV Ratings Broadcast Top 25: 'Sunday Night Football', 'Glee,' 'Grey's Anatomy,' 'Dancing with the Stars' Top Premiere Week». TV by the Numbers. Consultado em 29 de setembro de 2010
163. ↑  Seidman, Robert (5 de outubro de 2010). «TV Ratings Broadcast Top 25: 'Sunday Night Football', 'Glee,' 'Two and a Half Men,' 'Dancing with the Stars' Top Week 2 Viewing». TV by the Numbers. Consultado em 7 de outubro de 2010
164. ↑  Seidman, Robert (6 de outubro de 2010). «Tuesday Finals: Glee, No Ordinary Family, NCIS, Dancing, Parenthood Up; Raising Hope, Detroit 1-8-7, Running Wilde Down». TV by the Numbers. Consultado em 6 de outubro de 2010
165. ↑  Gorman, Bill (13 de outubro de 2010). «Tuesday Finals: Glee, Dancing Adjusted Up; Detroit 187, Good Wife, Raising Hope, Running Wilde, Life Unexpected Down». TV by the Numbers. Consultado em 13 de outubro de 2010
166. ↑  Seidman, Robert (20 de outubro de 2010). «Tuesday Finals: NCIS, DWTS Results Adjusted Up; Detroit 1-8-7, Running Wilde Adjusted Down». TV by the Numbers. Consultado em 20 de outubro de 2010
167. ↑  Gorman, Bill (27 de outubro de 2010). «Tuesday Finals: Glee, Dancing Adjusted Up; Detroit 1-8-7, Raising Hope Adjusted Down». TV by the Numbers. Consultado em 27 de outubro de 2010
168. ↑  Gorman, Bill (10 de novembro de 2010). «Tuesday Finals: NCIS, Glee, Life Unexpected Adjusted Up; Detroit 187, Raising Hope Adjusted Down». TV by the Numbers. Consultado em 10 de novembro de 2010
169. ↑  Seidman, Robert (17 de novembro de 2010). «Tuesday Finals: Glee Sings Louder, Adjusted Up; Detroit 187 Adjusted Down». TV by the Numbers. Consultado em 17 de novembro de 2010
170. ↑  Seidman, Robert (24 de novembro de 2010). «Tuesday Finals: The Biggest Loser Sheds a Tenth; Raising Hope Gains It». TV by the Numbers. Consultado em 24 de novembro de 2010
171. ↑  Seidman, Robert (15 de dezembro de 2010). «Tuesday Finals: The Good Wife, NCIS: LA Adjusted Up». TV by the Numbers. Consultado em 15 de dezembro de 2010
172. ↑  Seidman, Robert (12 de janeiro de 2011). «Tuesday Final Ratings: 'Detroit 187' Adjusted Down; 'NCIS: LA' Hits Viewer Highs». TV by the Numbers. Consultado em 12 de janeiro de 2011
173. ↑  Seidman, Robert (20 de janeiro de 2011). «Tuesday Final Ratings: 'Life Unexpected' Finale Adjusted Down». TV by the Numbers. Consultado em 20 de janeiro de 2011
174. ↑  Seidman, Robert (2 de fevereiro de 2011). «Tuesday Final Ratings: 'One Tree Hill' Adjusted Up For Women 18-34, No 18-49 Adjustments». Consultado em 2 de fevereiro de 2011
175. ↑  Seidman, Robert (9 de fevereiro de 2011). «Tuesday Final Ratings: 'Glee' Adjusted Up, 'Raising Hope' Adjusted Down». TV by the Numbers. Consultado em 9 de fevereiro de 2011
176. ↑  Gorman, Bill (16 de fevereiro de 2011). «Tuesday Final Ratings: 'NCIS,' 'Traffic Light' Adjusted Down». TV by the Numbers. Consultado em 16 de fevereiro de 2011
177. ↑  Seidman, Robert (23 de fevereiro de 2011). «TV Ratings Tuesday: 'NCIS' Bests 'Glee'; 'The Good Wife' Sees Lows; 'V' Steady; Fox Sitcoms Rise». TV by the Numbers. Consultado em 23 de fevereiro de 2011
178. ↑  Gorman, Bill (2 de março de 2011). «Tuesday Final Ratings: 'American Idol' Adjusted Up; 'Raising Hope,' 'One Tree Hill' Adjusted Down». TV by the Numbers. Consultado em 2 de março de 2011
179. ↑  Seidman, Robert (23 de março de 2011). «Tuesday Final Ratings: 'Traffic Light' Adjusted Down; 'Glee' Repeat Adjusted Up». TV by the Numbers. Consultado em 23 de março de 2011
180. ↑  Gorman, Bill (30 de março de 2011). «Tuesday Final Ratings: 'Body Of Proof,' 2x 'Dancing With The Stars,' 'NCIS,' 'Biggest Loser' Adjusted Up». TV by the Numbers. Consultado em 30 de março de 2011
181. ↑  Seidman, Robert (6 de abril de 2011). «Tuesday Final Ratings: 'NCIS,' 'Dancing with the Stars Results,' 'Biggest Loser' Adjusted Up; No Adjustment for 'Body of Proof'». TV by the Numbers. Consultado em 6 de abril de 2011
182. ↑  Gorman, Bill (13 de abril de 2011). «Tuesday Final Ratings: 'NCIS,' 'Parenthood,' 'Biggest Loser,' 'Food Revolution,' 'Dancing Results' Adjusted Up». TV by the Numbers. Consultado em 13 de abril de 2011
183. ↑  Seidman, Robert (4 de maio de 2011). «Tuesday Final Ratings: 'The Voice,' 'NCIS,' 'Dancing With The Stars,' 'Glee,' 'The Biggest Loser,' 'Hellcats' Adjusted Up; 'Raising Hope,' 'Traffic Light' Adjusted Down». TV by the Numbers. Consultado em 4 de maio de 2011
184. ↑  Gorman, Bill (11 de maio de 2011). «Tuesday Final Ratings: 'The Voice,' 'Glee,' 'Dancing' Adjusted Up; 'Raising Hope,' 'Traffic Light' Adjusted Down». TV by the Numbers. Consultado em 11 de maio de 2011
185. ↑  Seidman, Robert (18 de maio de 2011). «Tuesday Final Ratings: 'Breaking In,' 'The Good Wife,' 'Body of Proof' Adjusted Down; 'NCIS,' 'NCIS: LA,' 'Glee,' 'The Biggest Loser' Adjusted Up». TV by the Numbers. Consultado em 18 de maio de 2011
186. ↑  Seidman, Robert (21 de setembro de 2011). «Tuesday Finals: 'New Girl,' 'Glee,' 'NCIS,' DWTS Results Adjusted Up; 'Body of Proof' Adjusted Down». TV by the Numbers. Consultado em 21 de setembro de 2011
187. ↑  Seidman, Robert (4 de outubro de 2011). «TV Ratings Broadcast Top 25: 'Two And A Half Men' Falls Just Short of 'Sunday Night Football' with Adults 18-49, But Tops Everything in Viewing». TV by the Numbers. Consultado em 4 de outubro de 2011
188. ↑  Seidman, Robert (5 de outubro de 2011). «Tuesday Final Ratings: 'NCIS,' 'Glee,' 'Unforgettable,' '90210,' Others Adjusted Up; 'Body of Proof' Adjusted Down». TV by the Numbers. Consultado em 5 de outubro de 2011
189. ↑  «(#1101) Whiskey Tango Foxtrot». The Furton Critic
190. 1 2  Mitovich, Matt Webb; Mitovich, Matt Webb (6 de agosto de 2013). «NCIS Exclusive: 24 Alum Leslie Hope Lands Role of 'Tremendous Importance'»
191. ↑  «(#1102) Past, Present, and Future». The Furton Critic
192. ↑  «(#1103) Past, Present, and Future». The Furton Critic
193. 1 2  «Episodios». ADDIC7ED.com
194. ↑  Kondolojy, Amanda (5 de novembro de 2013). «TV Ratings Broadcast Top 25: 'Sunday Night Football' Tops Week 6 With Adults 18-49, 'NCIS' Number One With Total Viewers». TV by the Numbers. Consultado em 14 de novembro de 2013
195. ↑  Bibel, Sara (12 de novembro de 2013). «TV Ratings Broadcast Top 25: 'Sunday Night Football' Tops Week 7 With Adults 18-49 & With Total Viewers». TV by the Numbers. Consultado em 14 de novembro de 2013
196. ↑  Bibel, Sara (13 de novembro de 2013). «Tuesday Final Ratings: 'NCIS', 'Supernatural' & 'The Mindy Project' Adjusted Up; 'The Biggest Loser' Adjusted Down». TV by the Numbers. Consultado em 14 de novembro de 2013
197. ↑  «NCIS Season 11 Episode 09 – Gut Check – Zap2it TV Listings». Zap2it. Consultado em 2 de novembro de 2013
198. 1 2  Mitovich, Matt Webb; Mitovich, Matt Webb (5 de novembro de 2013). «NCIS Boss Previews Tony vs. Tim, an 'Emotional' Gibbs, Bishop's Debut, Three Returns and More»
199. ↑  Kondolojy, Amanda (15 de janeiro de 2014). «Tuesday Final Ratings: 'The Mindy Project' Adjusted Down; No Adjustment for 'Chicago Fire' or 'Brooklyn Nine-Nine'». TV by the Numbers. Consultado em 15 de janeiro de 2014
200. ↑  «NCIS Season 11 Episode 14 - Monsters and Men - Zap2it TV Listings». Zap2it. Consultado em 31 de dezembro de 2013
201. 1 2  Smith, Dennis (11 de dezembro de 2013). «Heading out for #NCIS tech scout so everyone knows what we are doing.». Twitter. Consultado em 3 de janeiro de 2014
202. 1 2 3 4 5 6 7 8 9 10  Shows A-Z - ncis on cbs, The Futon Critic. Retrieved December 11, 2013.
203. ↑  «NCIS Season 11 Episode 16 - Dressed to Kill - Zap2it TV Listings». Zap2it. Consultado em 24 de janeiro de 2014
204. ↑  «NCIS Season 11 Episode 17 - Rock and a Hard Place - Zap2it TV Listings». Zap2it. Consultado em 2 de fevereiro de 2014
205. ↑  «NCIS Season 11 Episode 18 - Crescent City - Zap2it TV Listings». Zap2it. Consultado em 2 de fevereiro de 2014
206. ↑  «NCIS Season 11 Episode 19 - Crescent City - Zap2it TV Listings». Zap2it. Consultado em 2 de fevereiro de 2014
207. ↑  «(#1201) "Twenty Klicks"». The Futon Critic. Consultado em 2 de setembro de 2014
208. ↑  http://variety.com/2014/data/ratings/ncis-new-orleans-solid-in-bow-shield-sluggish-fire-hot-to-start-second-seasons-1201312820/ Em falta ou vazio |título= (ajuda)
209. ↑  «"Kill the Messenger"». The Futon Critic. Consultado em 11 de setembro de 2014
210. ↑  «So It Goes». Listings - NCIS on CBS. The Futon Critic. Consultado em 24 de setembro de 2014
211. ↑  «(#1213) "We Build, We Fight"». Listings – NCIS on CBS. the Futon Critic. Consultado em 17 de janeiro de 2015
212. ↑  «(#1217) "The Artful Dodger"». NCIS on CBS. The Futon Critic. Consultado em 25 de fevereiro de 2015
213. ↑  Kondolojy, Amanda (11 de março de 2015). «Tuesday Final Ratings: 'The Voice', 'NCIS', 'Fresh Off The Boat', 'Marvel's Agents of S.H.I.E.L.D.' & 'Person of Interest' Adjusted Up». TV by the Numbers. Consultado em 15 de março de 2015
214. ↑  «(#277) "Patience"». Listings - NCIS on CBS. The Futon Critic. Consultado em 29 de março de 2015
215. ↑  «(#278) "No Good Deed"». Listings - NCIS on CBS. The Futon Critic. Consultado em 29 de março de 2015
216. ↑  «Lost in Translation». Listings - NCIS on CBS. The Futon Critic. Consultado em 29 de março de 2015
217. ↑  Porter, Rick (21 de setembro de 2016). «Tuesday final ratings: 'NCIS,' 'Brooklyn Nine-Nine' adjust up, 'This Is Us' & 'Bull' steady». TV by the Numbers
218. ↑  Porter, Rick (28 de setembro de 2016). «Tuesday final ratings: 'The Voice' adjusts up, 'Scream Queens' adjusts down». TV by the Numbers. Consultado em 28 de setembro de 2016
219. ↑  «TV By The Numbers by zap2it.com». Consultado em 21 de maio de 2017[ligação inativa]
220. ↑  Porter, Rick (12 de outubro de 2016). «'The Voice,' 'NCIS,' 'Flash' and ABC comedies adjust up, 'No Tomorrow' adjusts down: Tuesday final ratings». TV by the Numbers. Consultado em 12 de outubro de 2016
221. ↑  Porter, Rick (19 de outubro de 2016). «'American Housewife' and 'The Voice' adjust up, 'Chicago Fire,' 'SHIELD' and 'Real O'Neals' down: Tuesday final ratings». TV by the Numbers. Consultado em 19 de outubro de 2016
222. ↑  Porter, Rick (26 de outubro de 2016). «'American Housewife' adjusts up, final World Series numbers: Tuesday final ratings». TV by the Numbers. Consultado em 26 de outubro de 2016
223. ↑  Porter, Rick (16 de novembro de 2016). «'New Girl' adjusts up, all others hold: Tuesday final ratings». TV by the Numbers. Consultado em 16 de novembro de 2016
224. ↑  Porter, Rick (23 de novembro de 2016). «'American Housewife' adjusts up, everything else holds: Tuesday final ratings». TV by the Numbers. Consultado em 23 de novembro de 2016
225. ↑  Porter, Rick (7 de dezembro de 2016). «'NCIS' adjusts up, 'Agents of SHIELD' adjusts down: Tuesday final ratings». TV by the Numbers. Consultado em 7 de dezembro de 2016
226. ↑  Porter, Rick (14 de dezembro de 2016). «'NCIS' adjusts down, 'Voice' finale holds: Tuesday final ratings». TV by the Numbers. Consultado em 14 de dezembro de 2016
227. ↑  Porter, Rick (5 de janeiro de 2017). «'Chicago PD,' 'The Mick' and others unchanged: Tuesday final ratings». TV by the Numbers. Consultado em 5 de janeiro de 2017
228. ↑  Porter, Rick (19 de janeiro de 2017). «'Fresh Off the Boat' adjusts up: Tuesday final ratings». TV by the Numbers. Consultado em 19 de janeiro de 2017
229. ↑  Porter, Rick (25 de janeiro de 2017). «'Chicago Fire' adjusts up, 'Agents of SHIELD' adjusts down: Tuesday final ratings». TV by the Numbers. Consultado em 25 de janeiro de 2017
230. 1 2  Porter, Rick (8 de fevereiro de 2017). «'The Middle,' 'The Wall,' 'This Is Us,' FOX comedies all adjust up: Tuesday final ratings». TV by the Numbers. Consultado em 8 de fevereiro de 2017
231. ↑  Porter, Rick (15 de fevereiro de 2017). «'American Housewife' adjusts up, 'Agents of SHIELD' and 'Tough Mudder' adjust down: Tuesday final ratings». TV by the Numbers. Consultado em 15 de fevereiro de 2017
232. ↑  Porter, Rick (8 de março de 2017). «'The Middle' and 'This Is Us' adjust up: Tuesday final ratings». TV by the Numbers. Consultado em 8 de março de 2017
233. ↑  Porter, Rick (16 de março de 2017). «'This Is Us' finishes with season highs: Tuesday final ratings». TV by the Numbers. Consultado em 16 de março de 2017
234. ↑  Porter, Rick (29 de março de 2017). «'The Flash' adjusts up and avoids new series low, 'Legends of Tomorrow' adjusts down: Tuesday final ratings». TV by the Numbers. Consultado em 29 de março de 2017
235. ↑  Porter, Rick (5 de abril de 2017). «'NCIS' and 'The Middle' adjust up: Tuesday final ratings». Consultado em 5 de abril de 2017
236. ↑  Porter, Rick. «'The Middle' adjusts up: Tuesday final ratings». Consultado em 19 de abril de 2017
237. ↑  Porter, Rick (3 de maio de 2017). «'NCIS' and 'The Middle' adjust up, 'Prison Break' adjusts down: Tuesday final ratings». TV by the Numbers. Consultado em 11 de novembro de 2017
238. ↑  Porter, Rick (10 de maio de 2017). «'The Voice' adjusts up, 'iZombie' adjusts down: Tuesday final ratings». TV by the Numbers. Consultado em 11 de novembro de 2017
239. ↑  Porter, Rick (17 de maio de 2017). «'NCIS' finale and 'Bull' adjust up, 'The Middle' adjusts down: Tuesday final ratings». TV by the Numbers. Consultado em 11 de novembro de 2017
240. ↑  Porter, Rick (27 de setembro de 2017). «'Bull,' 'Voice,' 'This Is Us' adjust up, 'L&O True Crime' and 'Brooklyn Nine-Nine' down: Tuesday final ratings». TV by the Numbers. Consultado em 10 de outubro de 2017
241. ↑  Porter, Rick (4 de outubro de 2017). «'Fresh Off the Boat,' 'Voice' adjust up, 'Brooklyn Nine-Nine,' 'L&O True Crime' adjust down: Tuesday final ratings». TV by the Numbers. Consultado em 10 de outubro de 2017
242. ↑  Porter, Rick (11 de outubro de 2017). «TV Ratings Tuesday: 'The Flash' returns lower, series low for 'Lethal Weapon'». TV by the Numbers. Consultado em 11 de outubro de 2017
243. ↑  Porter, Rick (18 de outubro de 2017). «'NCIS,' 'Voice' and 'This Is Us' adjust up, 'Black-ish' and 'L&O True Crime' down: Tuesday final ratings». TV by the Numbers. Consultado em 18 de outubro de 2017
244. ↑  Porter, Rick (25 de outubro de 2017). «'This Is Us,' 'Fresh Off the Boat,' 'Kevin' & World Series adjust up, 'L&O True Crime' down: Tuesday final ratings». TV by the Numbers. Consultado em 25 de outubro de 2017
245. ↑  Porter, Rick (1 de novembro de 2017). «'The Middle' and World Series adjust up, 'Law & Order True Crime' down: Tuesday final ratings». TV by the Numbers. Consultado em 10 de novembro de 2017
246. ↑  Porter, Rick (8 de novembro de 2017). «'The Middle' adjusts up, 'The Mayor' adjusts down: Tuesday final ratings». TV by the Numbers. Consultado em 11 de novembro de 2017
247. ↑  Porter, Rick (15 de novembro de 2017). «'Fresh Off the Boat,' 'The Flash' and 'Kevin' adjust up, 'Bull' and 'L&O True Crime' adjust down: Tuesday final ratings». TV by the Numbers. Consultado em 14 de dezembro de 2017
248. ↑  Porter, Rick (22 de novembro de 2017). «'Dancing With the Stars,' 'This Is Us,' all others hold: Tuesday final ratings». TV by the Numbers. Consultado em 14 de dezembro de 2017
249. ↑  Porter, Rick (13 de dezembro de 2017). «'The Voice,' 'Brooklyn Nine-Nine,' all others unchanged: Tuesday final ratings». TV by the Numbers. Consultado em 14 de dezembro de 2017
250. ↑  https://cbspressexpress.com/cbs-entertainment/shows/ncis/releases/view?id=49157
251. ↑  Porter, Rick (4 de janeiro de 2018). «'Bull' adjusts up: Tuesday final ratings». TV by the Numbers. Consultado em 4 de janeiro de 2018
252. ↑  https://cbspressexpress.com/cbs-entertainment/shows/ncis/releases/view?id=49205
253. ↑  Porter, Rick (10 de janeiro de 2018). «'Kevin (Probably) Saves the World' adjusts down: Tuesday final ratings». TV by the Numbers. Consultado em 10 de janeiro de 2018
254. ↑  Welch, Alex (24 de janeiro de 2018). «'LA to Vegas' and 'Bull' adjust down: Tuesday final ratings». TV by the Numbers. Consultado em 24 de janeiro de 2018
255. ↑  Porter, Rick (7 de fevereiro de 2018). «'NCIS' and 'Bull' adjust up: Tuesday final ratings». TV by the Numbers. Consultado em 7 de fevereiro de 2018
256. ↑  Porter, Rick (28 de fevereiro de 2018). «'The Voice' and 'Kevin (Probably) Saves the World' adjust up: Tuesday final ratings». TV by the Numbers. Consultado em 28 de fevereiro de 2018
257. ↑  Porter, Rick (7 de março de 2018). «'This Is Us' adjusts up, 'Lethal Weapon' adjusts down: Tuesday final ratings». TV by the Numbers. Consultado em 7 de março de 2018
258. ↑  Porter, Rick (14 de março de 2018). «'This Is Us,' 'The Voice,' 'NCIS,' 'Black-ish' adjust up, 'Rise' adjusts down: Tuesday final ratings». TV by the Numbers. Consultado em 14 de março de 2018
259. ↑  Porter, Rick (28 de março de 2018). «'Roseanne,' 'The Voice' & 'The Mick' adjust up, 'Bull' and 'Splitting Up Together' down: Tuesday final ratings». TV by the Numbers. Consultado em 28 de março de 2018
260. ↑  Porter, Rick (4 de Abril de 2018). «'Rise' adjusts down: Tuesday final ratings». TV by the Numbers. Consultado em 4 de Abril de 2018
261. ↑  Porter, Rick (18 de Abril de 2018). «'NCIS,' 'Alex, Inc.,' 'Lethal Weapon,' 'The Flash' adjust up, 'For the People' down: Tuesday final ratings». TV by the Numbers. Consultado em 18 de Abril de 2018
262. ↑  Porter, Rick (2 de Maio de 2018). «'Roseanne' and 'Chicago Med' adjust up, 'The 100' adjusts down: Tuesday final ratings». TV by the Numbers. Consultado em 2 de Maio de 2018
263. ↑  Porter, Rick (9 de maio de 2018). «'The Voice' and 'Chicago Med' adjust up, 'Bull' adjusts down: Tuesday final ratings». TV By The Numbers (em inglês). Consultado em 13 de maio de 2018
264. ↑  Porter, Rick (16 de maio de 2018). «'The Middle,' 'NCIS,' 'Chicago Med' adjust up, 'The 100' adjusts down: Tuesday final ratings». TV by the Numbers. Consultado em 16 de maio de 2018
265. ↑  Porter, Rick (23 de maio de 2018). «'Roseanne' and 'NCIS' finales adjust up: Tuesday final ratings». TV by the Numbers. Consultado em 23 de maio de 2018
266. ↑  Welch, Alex (26 de setembro de 2018). «'This is Us' and 'The Voice' adjust up, 'New Amsterdam' adjusts down: Tuesday final ratings». TV by the Numbers. Consultado em 26 de setembro de 2018
267. ↑  Welch, Alex (3 de outubro de 2018). «'New Amsterdam' adjusts down: Tuesday final ratings». TV by the Numbers. Consultado em 3 de outubro de 2018
268. ↑  Welch, Alex (10 de outubro de 2018). «American Music Awards, 'This is Us', everything else unchanged: Tuesday final ratings». TV by the Numbers. Consultado em 10 de outubro de 2018
269. ↑  Welch, Alex (17 de outubro de 2018). «'The Conners', 'The Flash', and more adjust up, 'Splitting Up Together' and 'Black-ish' adjust down: Tuesday final ratings». TV by the Numbers. Consultado em 17 de outubro de 2018
270. ↑  Welch, Alex (24 de outubro de 2018). «World Series and 'New Amsterdam' adjust up: Tuesday final ratings». TV by the Numbers. Consultado em 24 de outubro de 2018
271. ↑  Welch, Alex (31 de Outubro de 2018). «'The Flash' adjusts up: Tuesday final ratings». TV by the Numbers. Consultado em 31 de Outubro de 2018
272. ↑  Welch, Alex (14 de Novembro de 2018). «'This is Us', 'The Rookie', everything else unchanged: Tuesday final ratings». TV by the Numbers. Consultado em 14 de Novembro de 2018
273. ↑  Welch, Alex (21 de Novembro de 2018). «'The Rookie,' 'The Voice,' and all others hold: Tuesday final ratings». TV by the Numbers. Consultado em 21 de Novembro de 2018
274. ↑  Welch, Alex (5 de Dezembro de 2018). «'NCIS: New Orleans' adjusts up: Tuesday final ratings». TV by the Numbers. Consultado em 5 de Dezembro de 2018
275. ↑  Welch, Alex (12 de Dezembro de 2018). «'Supergirl' and 'The Rookie' adjust up: Tuesday final ratings». TV by the Numbers. Consultado em 12 de Dezembro de 2018
276. ↑  Welch, Alex (9 de Janeiro de 2019). «'Black-ish' and 'The Gifted' adjust up: Tuesday final ratings». TV by the Numbers. Consultado em 9 de Janeiro de 2019
277. ↑  Welch, Alex (16 de Janeiro de 2019). «'New Amsterdam' adjusts down: Tuesday final ratings». TV by the Numbers. Consultado em 16 de Janeiro de 2019
278. ↑  Welch, Alex (13 de Fevereiro de 2019). «'NCIS' adjusts up: Tuesday final ratings». TV by the Numbers. Consultado em 13 de Fevereiro de 2019
279. ↑  Welch, Alex (21 de Fevereiro de 2019). «'Roswell, New Mexico' repeat adjusts down: Tuesday final ratings». TV by the Numbers. Consultado em 21 de Fevereiro de 2019
280. ↑  Welch, Alex (27 de Fevereiro de 2019). «'FBI' adjusts up, 'The Gifted' adjusts down: Tuesday final ratings». TV by the Numbers. Consultado em 27 de Fevereiro de 2019
281. ↑  Welch, Alex (13 de Março de 2019). «'The Bachelor' adjusts up, 'FBI' adjusts down: Tuesday final ratings». TV by the Numbers. Consultado em 13 de Março de 2019
282. ↑  Welch, Alex (27 de Março de 2019). «'NCIS,' 'This is Us' adjust up: Tuesday final ratings». TV by the Numbers. Consultado em 27 de Março de 2019
283. ↑  Welch, Alex (3 de Abril de 2019). «'Ellen's Game of Games' and 'This is Us' adjust up, 'The Village' adjusts down: Tuesday final ratings». TV by the Numbers. Consultado em 3 de Abril de 2019
284. ↑  Welch, Alex (10 de Abril de 2019). «'NCIS' adjusts up, 'Mental Samurai' adjusts down: Tuesday final ratings». TV by the Numbers. Consultado em 10 de Abril de 2019
285. ↑  Welch, Alex (17 de Abril de 2019). «'The Flash,' 'Roswell, New Mexico,' 'The Kids Are Alright' adjust down: Tuesday final ratings». TV by the Numbers. Consultado em 17 de Abril de 2019
286. ↑  Welch, Alex (1 de Maio de 2019). «'FBI,' 'MasterChef Junior' adjust up, 'Bless This Mess' adjusts down: Tuesday final ratings». TV by the Numbers. Consultado em 1 de Maio de 2019
287. ↑  Welch, Alex (8 de Maio de 2019). «'NCIS,' 'Bless This Mess,' everything else unchanged: Tuesday final ratings». TV by the Numbers. Consultado em 8 de Maio de 2019
288. ↑  Welch, Alex (15 de Maio de 2019). «'The Flash' adjusts up: Tuesday final ratings». TV by the Numbers. Consultado em 15 de Maio de 2019
289. ↑  Welch, Alex (22 de Maio de 2019). «'Mental Samurai,' '1969' adjust down: Tuesday final ratings». TV by the Numbers. Consultado em 22 de Maio de 2019
290. ↑  Welch, Alex (25 de Setembro de 2019). «Black-ish and The Voice adjust up, New Amsterdam adjusts down: Tuesday final ratings». TV by the Numbers. Consultado em 25 de Setembro de 2019
291. ↑  Welch, Alex (2 de Outubro de 2019). «The Conners and The Voice adjust up, New Amsterdam adjusts down: Tuesday final ratings». TV by the Numbers. Consultado em 2 de Outubro de 2019
292. ↑  Welch, Alex (9 de Outubro de 2019). «The Conners adjusts up: Tuesday final ratings». TV by the Numbers. Consultado em 9 de Outubro de 2019
293. ↑  Welch, Alex (16 de outubro de 2019). «Mixed-ish adjusts down: Tuesday final ratings». TV by the Numbers. Consultado em 16 de outubro de 2019
294. ↑  Welch, Alex (23 de outubro de 2019). «It's the Great Pumpkin, Charlie Brown and World Series adjust up: Tuesday final ratings». TV by the Numbers. Consultado em 23 de outubro de 2019
295. ↑  Welch, Alex (6 de Novembro de 2019). «NCIS: New Orleans adjusts down: Tuesday final ratings». TV by the Numbers. Consultado em 6 de Novembro de 2019
296. ↑  Welch, Alex (11 de Novembro de 2019). «This is Us and NCIS adjust up: Tuesday final ratings». TV by the Numbers. Consultado em 11 de Novembro de 2019
297. ↑  Welch, Alex (20 de Novembro de 2019). «The Conners, The Voice, all others hold: Tuesday final ratings». TV by the Numbers. Consultado em 20 de Novembro de 2019
298. ↑  Welch, Alex (27 de Novembro de 2019). «The Conners adjusts up: Tuesday final ratings». TV by the Numbers. Consultado em 27 de Novembro de 2019
299. ↑  Welch, Alex (18 de Dezembro de 2019). «Olaf's Frozen Adventure adjusts up: Tuesday final ratings». TV by the Numbers. Consultado em 18 de Dezembro de 2019
300. ↑  Welch, Alex (8 de janeiro de 2020). «Batwoman rerun adjusts up: Tuesday final ratings». TV by the Numbers. Consultado em 8 de janeiro de 2020
301. ↑  Welch, Alex (15 de janeiro de 2020). «This is Us adjusts up: Tuesday final ratings». TV by the Numbers. Consultado em 15 de janeiro de 2020
302. ↑  Welch, Alex (23 de janeiro de 2020). «NCIS, The Conners, all others hold: Tuesday final ratings». TV by the Numbers. Consultado em 23 de janeiro de 2020
303. ↑  Welch, Alex (29 de janeiro de 2020). «This is Us adjusts up, Arrow adjusts down: Tuesday final ratings». TV by the Numbers. Consultado em 29 de janeiro de 2020
304. ↑  Metcalf, Mitch (12 de fevereiro de 2020). «UPDATED: SHOWBUZZDAILY's Top 150 Tuesday Cable Originals & Network Finals: 2.11.2020». Showbuzz Daily. Consultado em 12 de fevereiro de 2020
305. ↑  Metcalf, Mitch (20 de fevereiro de 2020). «SHOWBUZZDAILY's Top 150 Tuesday Cable Originals & Network Finals: 2.18.2020». Showbuzz Daily. Consultado em 20 de fevereiro de 2020
306. ↑  Metcalf, Mitch (11 de Março de 2020). «SHOWBUZZDAILY's Top 150 Tuesday Cable Originals & Network Finals: 3.10.2020». Showbuzz Daily. Consultado em 11 de Março de 2020
307. ↑  Metcalf, Mitch (24 de Março de 2020). «SHOWBUZZDAILY's Top 150 Tuesday Cable Originals & Network Finals: 3.24.2020». Showbuzz Daily. Consultado em 24 de Março de 2020
308. ↑  Metcalf, Mitch (1 de Abril de 2020). «ShowBuzzDaily's Top 150 Tuesday Cable Originals & Network Finals: 3.31.2020». Showbuzz Daily. Consultado em 1 de Abril de 2020
309. ↑  Metcalf, Mitch (15 de Abril de 2020). «ShowBuzzDaily's Top 150 Tuesday Cable Originals & Network Finals: 4.14.2020». Showbuzz Daily. Consultado em 15 de Abril de 2020
310. ↑  Metcalf, Mitch (18 de novembro de 2020). «Updated: ShowBuzzDaily's Top 150 Tuesday Cable Originals & Network Finals: 11.17.2020». Showbuzz Daily. Consultado em 18 de novembro de 2020
311. ↑  Metcalf, Mitch (25 de novembro de 2020). «Updated: ShowBuzzDaily's Top 150 Tuesday Cable Originals & Network Finals: 11.24.2020». Showbuzz Daily. Consultado em 25 de novembro de 2020
312. ↑  Metcalf, Mitch (9 de dezembro de 2020). «Top 150 Tuesday Cable Originals & Network Finals: 12.8.2020». Showbuzz Daily. Consultado em 9 de dezembro de 2020
313. 1 2  Metcalf, Mitch (21 de janeiro de 2021). «Updated: ShowBuzzDaily's Top 150 Tuesday Cable Originals & Network Finals: 1.19.2020». Showbuzz Daily. Consultado em 21 de janeiro de 2021
314. ↑  Metcalf, Mitch (27 de janeiro de 2021). «Updated: ShowBuzzDaily's Top 150 Tuesday Cable Originals & Network Finals: 1.26.2020». Showbuzz Daily. Consultado em 27 de janeiro de 2021
315. ↑  Metcalf, Mitch (10 de fevereiro de 2021). «Updated: ShowBuzzDaily's Top 150 Tuesday Cable Originals & Network Finals: 2.9.2020». Showbuzz Daily. Consultado em 10 de fevereiro de 2021
316. ↑  Metcalf, Mitch (3 de março de 2021). «Updated: ShowBuzzDaily's Top 150 Tuesday Cable Originals & Network Finals: 3.2.2020». Showbuzz Daily. Consultado em 3 de março de 2021
317. ↑  Metcalf, Mitch (10 de março de 2021). «Updated: ShowBuzzDaily's Top 150 Tuesday Cable Originals & Network Finals: 3.9.2021». Showbuzz Daily. Consultado em 10 de março de 2021
318. ↑  Metcalf, Mitch (17 de março de 2021). «Updated: ShowBuzzDaily's Top 150 Tuesday Cable Originals & Network Finals: 3.16.2020». Showbuzz Daily. Consultado em 17 de março de 2021
319. ↑  http://www.showbuzzdaily.com/articles/showbuzzdailys-top-150-tuesday-cable-originals-network-finals-4-6-2021.html
320. ↑  http://www.showbuzzdaily.com/articles/showbuzzdailys-top-150-tuesday-cable-originals-network-finals-4-27-2021.html
321. ↑  http://www.showbuzzdaily.com/articles/showbuzzdailys-top-150-tuesday-cable-originals-network-finals-5-4-2021.html
322. ↑  http://www.showbuzzdaily.com/articles/showbuzzdailys-top-150-tuesday-cable-originals-network-finals-5-11-2021.html
323. ↑  https://apnews.com/article/los-angeles-lakers-technology-entertainment-sports-nba-96fd259f28418539af05715b7590bbf1
324. ↑  https://programminginsider.com/tuesday-ratings-scorecard-a-night-of-season-enders-leads-cbs-and-nbc-to-victory/
325. ↑  http://www.thefutoncritic.com/showatch/ncis/listings/
326. ↑  https://showbuzzdaily.com/articles/showbuzzdailys-monday-9-20-2021-top-150-cable-originals-network-finals.html
327. ↑  https://showbuzzdaily.com/articles/showbuzzdailys-monday-9-27-2021-top-150-cable-originals-network-finals.html
328. ↑  https://showbuzzdaily.com/articles/showbuzzdailys-monday-10-4-2021-top-150-cable-originals-network-finals.html
329. ↑  https://showbuzzdaily.com/articles/showbuzzdailys-monday-10-11-2021-top-150-cable-originals-network-finals.html
330. ↑  https://showbuzzdaily.com/articles/showbuzzdailys-monday-10-18-2021-top-150-cable-originals-network-finals.html
331. ↑  https://showbuzzdaily.com/articles/showbuzzdailys-monday-11-1-2021-top-150-cable-originals-network-finals.html
332. ↑  https://showbuzzdaily.com/articles/showbuzzdailys-monday-11-8-2021-top-150-cable-originals-network-finals.html
333. ↑  https://showbuzzdaily.com/articles/showbuzzdailys-monday-11-29-2021-top-150-cable-originals-network-finals.html
334. ↑  https://showbuzzdaily.com/articles/showbuzzdailys-monday-12-6-2021-top-150-cable-originals-network-finals.html
335. ↑  https://showbuzzdaily.com/articles/showbuzzdailys-monday-1-3-2022-top-150-cable-originals-network-finals.html
336. ↑  https://showbuzzdaily.com/articles/showbuzzdailys-monday-1-17-2022-top-150-cable-originals-network-finals.html
337. ↑  https://showbuzzdaily.com/articles/showbuzzdailys-monday-1-24-2022-top-150-cable-originals-network-finals.html
338. ↑  https://showbuzzdaily.com/articles/showbuzzdailys-monday-4-18-2022-top-150-cable-originals-network-finals.html
339. ↑  https://showbuzzdaily.com/articles/showbuzzdailys-monday-5-2-2022-top-150-cable-originals-network-finals.html
340. ↑  https://showbuzzdaily.com/articles/showbuzzdailys-monday-5-16-2022-top-150-cable-originals-network-finals.html
341. ↑  http://www.thefutoncritic.com/showatch/ncis/listings/
342. ↑  "SHOWBUZZDAILY's Monday 9.19.2022 Top 150 Cable Originals & Network Finals"
343. ↑  "SHOWBUZZDAILY's Monday 9.26.2022 Top 150 Cable Originals & Network Finals"
344. ↑  https://showbuzzdaily.com/articles/showbuzzdailys-monday-10-3-2022-top-150-cable-originals-network-finals.html
345. ↑  https://showbuzzdaily.com/articles/showbuzzdailys-monday-10-10-2022-top-150-cable-originals-network-finals.html
346. ↑  https://showbuzzdaily.com/articles/showbuzzdailys-monday-10-17-2022-top-150-cable-originals-network-finals.html
347. ↑  https://showbuzzdaily.com/articles/showbuzzdailys-monday-10-24-2022-top-150-cable-originals-network-finals.html
348. ↑  https://showbuzzdaily.com/articles/showbuzzdailys-monday-11-14-2022-top-150-cable-originals-network-finals.html
349. ↑  https://showbuzzdaily.com/articles/showbuzzdailys-monday-11-21-2022-top-150-cable-originals-network-finals.html
350. ↑  https://showbuzzdaily.com/articles/showbuzzdailys-monday-12-5-2022-top-150-cable-originals-network-finals.html
351. ↑  https://showbuzzdaily.com/articles/showbuzzdailys-monday-1-9-2023-top-150-cable-originals-network-finals.html
352. ↑  https://showbuzzdaily.com/articles/showbuzzdailys-monday-1-16-2023-top-150-cable-originals-network-finals.html
353. ↑  https://showbuzzdaily.com/articles/showbuzzdailys-monday-1-23-2023-top-150-cable-originals-network-finals.html
354. ↑  https://showbuzzdaily.com/articles/showbuzzdailys-monday-2-6-2023-top-150-cable-originals-network-finals.html
355. ↑  https://showbuzzdaily.com/articles/showbuzzdailys-monday-2-13-2023-top-150-cable-originals-network-finals.html
356. ↑  https://showbuzzdaily.com/articles/showbuzzdailys-monday-2-27-2023-top-150-cable-originals-network-finals.html
357. ↑  https://showbuzzdaily.com/articles/showbuzzdailys-monday-3-13-2023-top-150-cable-originals-network-finals.html
358. ↑  https://showbuzzdaily.com/articles/showbuzzdailys-monday-3-20-2023-top-150-cable-originals-network-finals.html
359. ↑  https://showbuzzdaily.com/articles/showbuzzdailys-monday-4-10-2023-top-150-cable-originals-network-finals.html
360. ↑  https://showbuzzdaily.com/articles/showbuzzdailys-monday-5-1-2023-top-150-cable-originals-network-finals.html
361. ↑  https://showbuzzdaily.com/articles/showbuzzdailys-monday-5-8-2023-top-150-cable-originals-network-finals.html
362. ↑  https://showbuzzdaily.com/articles/showbuzzdailys-monday-5-15-2023-top-150-cable-originals-network-finals.html
363. ↑  https://showbuzzdaily.com/articles/showbuzzdailys-monday-5-22-2023-top-150-cable-originals-network-finals.html
364. ↑  Douglas Pucci (13 de Fevereiro de 2024). «Monday Ratings: CBS Leads All in Total Viewers with Season Premieres of its Regular Lineup». Programming Insider. Consultado em 13 de Fevereiro de 2024
365. ↑  Pucci, Douglas (20 de Fevereiro de 2024). «Monday Ratings: NCIS on CBS Pays Tribute to 'Ducky' a.k.a. the Late David McCallum». Programming Insider. Consultado em 20 de Fevereiro de 2024
366. ↑  Douglas Pucci (27 de Fevereiro de 2024). «Monday Ratings: Modest Start to Deal or No Deal Island on NBC». Program Insider. Consultado em 27 de Fevereiro de 2024
367. ↑  Pucci, Douglas (5 de Março de 2024). «Monday Ratings: Soft Returns for 'MasterChef Junior' and 'So You Think You Can Dance' on Fox». Consultado em 5 de Março de 2024
368. ↑  Pucci, Douglas (26 de Março de 2024). «Monday Ratings:'The Bachelor' 28th Season Finale on ABC Up Double-Digit Percent from Prior Season Ender». Consultado em 26 de Março de 2024
369. ↑  Pucci, Douglas (2 de Abril de 2024). «Monday Ratings: Iowa-LSU NCAA Elite Eight Game on ESPN Sets New Viewer Record for Women's College Basketball». Consultado em 2 de Abril de 2024
370. ↑  Pucci, Douglas (16 de Abril de 2024). «Monday Ratings: WNBA Draft on ESPN Earns Record Audience of Nearly 2.5 Million Viewers». Programming Insider. Consultado em 16 de Abril de 2024
371. ↑  Pucci, Douglas (24 de Abril de 2024). «Monday Ratings: New York Knicks' NBA Playoff Victory Thriller on TNT and truTV Up Double-Digits from Year-Ago Game». Programming Insider. Consultado em 24 de Abril de 2024
372. ↑  Pucci, Douglas (1 de Maio de 2024). «Monday Ratings: CBS Tops in Total Viewers, TNT, USA and ESPN Outperform Broadcast Nets in Key Demos». Programming Insider. Consultado em 1 de Maio de 2024
373. ↑  Pucci, Douglas (7 de Maio de 2024). «Monday Ratings: 'Bob Hearts Abishola' Series Finale on CBS Reaches Total Viewer High Since Fifth Season Premiere». Programming Insider. Consultado em 7 de Maio de 2024
374. ↑  Pucci, Douglas (16 de Outubro de 2024). «Monday Ratings: NCIS: Origins Gets Modest Launch on CBS Opposite NFL on ABC». Programming Insider. Consultado em 16 de Outubro de 2024
375. ↑  Pucci, Douglas (29 de Outubro de 2024). «Monday Ratings: MLB World Series Game 3 and NFL Monday Night Football Nearly Even in Total Viewers». Programming Insider. Consultado em 29 de Outubro de  2024
376. ↑  Pucci, Douglas (6 de Novembro de 2024). «Monday Ratings: SNL Election Special on NBC Leads Non-NFL Telecasts Within its Hour Among Adults 18-49 and 25-54». Programming Insider. Consultado em 6 de Novembro de 2024
377. ↑  Pucci, Douglas (12 de Novembro de 2024). «Monday Ratings: The Voice Powers NBC to Top Broadcast Networks in Prime Time». Programming Insider. Consultado em 12 de Novembro de 2024
378. ↑  Pucci, Dougles (27 de Novembro de 2024). «Monday Ratings: Monday Night Football Continues Prime Time Dominance for ABC and ESPN Networks». Programming Insider. Consultado em 27 de Novembro de 2024
379. ↑  Pucci, Douglas (4 de Dezembro de 2024). «Monday Ratings: Holiday Editions of Celebrity Wheel of Fortune and Press Your Luck on ABC». Programming Insider. Consultado em 4 de Dezembro de 2024
380. ↑  Pucci, Douglas (11 de Dezembro de 2024). «Monday Ratings: Bengals-Cowboys Posts Top NFL Week 14 Monday Night Football Telecast in Total Viewers Since 2001». Programming Insider. Consultado em 11 de Dezembro de 2024
381. ↑  Pucci, Douglas (18 de Dezembro de 2024). «Monday Ratings: Monday Night Football Doubleheader on ABC and ESPN Combines for Nearly 18 Million Viewers». Programming Insider. Consultado em 18 de Dezembro de 2024
382. ↑  Pucci, Douglas (29 de Janeiro de 2025). «Monday Ratings: NBC Tops Linear Networks in Adults 18-49 and 25-54 with SNL Music Retrospective». Programming Insider. Consultado em 29 de Janeiro de 2025
383. ↑  Pucci, Douglas (4 de Fevereiro de 2025). «Monday Ratings: 9-1-1: Lone Star on Fox Hits Season-Highs with Series Finale». Programming Insider. Consultado em 4 de Fevereiro de 2025
384. ↑  Pucci, Douglas (12 de Fevereiro de 2025). «Monday Ratings: Extracted Debuts Well in Demos for Fox». Programming Insider. Consultado em 12 de Fevereiro de 2025
385. ↑  Pucci, Douglas (25 de Fevereiro de 2025). «Monday Ratings: NBC the Leader in Most Key Prime Time Figures». Consultado em 25 de Fevereiro de 2025
386. ↑  Pucci, Douglas (4 de Março de 2025). «Monday Ratings: ABC and NBC Share Prime Time Victory Among Linear Networks». Consultado em 4 de Março de 2025
387. ↑  Pucci, Douglas (26 de Março de 2025). «Monday Ratings: The Bachelor Season Finale Lifts ABC to Key Demo Victory». Consultado em 26 de Março de 2025
388. ↑  Pucci, Douglas (2 de Abril de 2025). «Monday Ratings: NCAA Women's Basketball com Elite Eight Propels ESPN to Lead Prime Time in Almost Every Key Demo». Consultado em 2 de Abril de 2025
389. ↑  Pucci, Douglas (16 de Abril de 2025). «Monday Ratings: WNBA Draft on ESPN Leads All Prime Time Telecasts Among 18-34 and Young Males». Consultado em 16 de Abril de 2025
390. ↑  Pucci, Douglas (23 de Abril de 2025). «Monday Ratings: LL Cool J Guest Spot Boosts 'NCIS 'on CBS to its Most-Watched Telecast Since Season premiere». Consultado em 23 de Abril de 2025
391. ↑  Pucci, Douglas (30 de Abril de 2025). «Monday Ratings: 'Poppa's House' Finale on CBS Matches the 18-49 Demo of its 'Neighborhood' Lead-In». Consultado em 30 de Abril de 2025
392. ↑  Pucci, Douglas (7 de Maio de 2025). «Monday Ratings: 'The Neighborhood' Backdoor Pilot of Failed Spinoff on CBS Built Upon First Half-Hour of Season Finale». Consultado em 7 de Maio de 2025
393. 1 2 3 4  Episódios introdutorios de NCIS estão presentes no Box de JAG 8ª Temporada.